# Список персонажей Расширенной вселенной DC

Лига справедливости, как показано в «Лиге справедливости Зака Снайдера». Слева направо: Киборг, Флэш, Бэтмен, Супермен, Чудо-женщина и Аквамен

Расширенная вселенная DC (DCEU) — американская медиафраншиза и общая вселенная, сосредоточенная на супергеройских фильмах и других сериалах с участием различных супергероев производства DC Films / DC Studios и Warner Bros. Pictures, основанных на персонажах, которые появляются в американских комиксах от издательства DC Comics. Несмотря на то, что в прошлом выходили многочисленные серии фильмов, посвящённые таким персонажам, как Супермен, Бэтмен и Зелёный Фонарь, ни одна из этих серий фильмов не была связана между собой. DCEU дебютировала в 2013 году с фильмом «Человек из стали», в центре внимания которого был Супермен, и после него расширилась, включив в себя других персонажей, таких как Бэтмен, Чудо-женщина и несколько других персонажей. Общая вселенная, во многом похожая на оригинальную Вселенную DC из комиксов, была создана путём объединения общих сюжетных элементов, мест действия, актёров и персонажей, а также отдельных временных линий из других серий фильмов, принадлежащих DC, в фильме «Флэш», чтобы создать «мультивселенную», прежде чем она была в значительной степени перезапущена как новая франшиза «Вселенная DC» под новым руководством DC Studios.

## Центральные персонажи
В центре внимания DCEU в основном супергерои, в том числе члены будущей Лиги справедливости, но также присутствуют и антигерои, такие как Флойд Лоутон / Дэдшот, Харлин Квинзель / Харли Квинн, Кристофер Смит / Миротворец и Тет-Адам / Чёрный Адам. Хотя изначально франшиза была создана для того, чтобы имитировать формат Кинематографической вселенной Marvel, состоящий из взаимосвязанных сольных фильмов, а иногда и фильмов с общим сбором героев, неоднозначный приём и коммерческий провал кинотеатральной версии «Лиги справедливости» привели к тому, что Warner Bros. и DC Films пересмотрели свою формулу и сосредоточились на создании фильмов вокруг отдельных персонажей. Создатели фильмов также стремились сделать Расширенную вселенную DC разнообразной по тону и стилю.

### Кал-Эл / Кларк Кент / Супермен

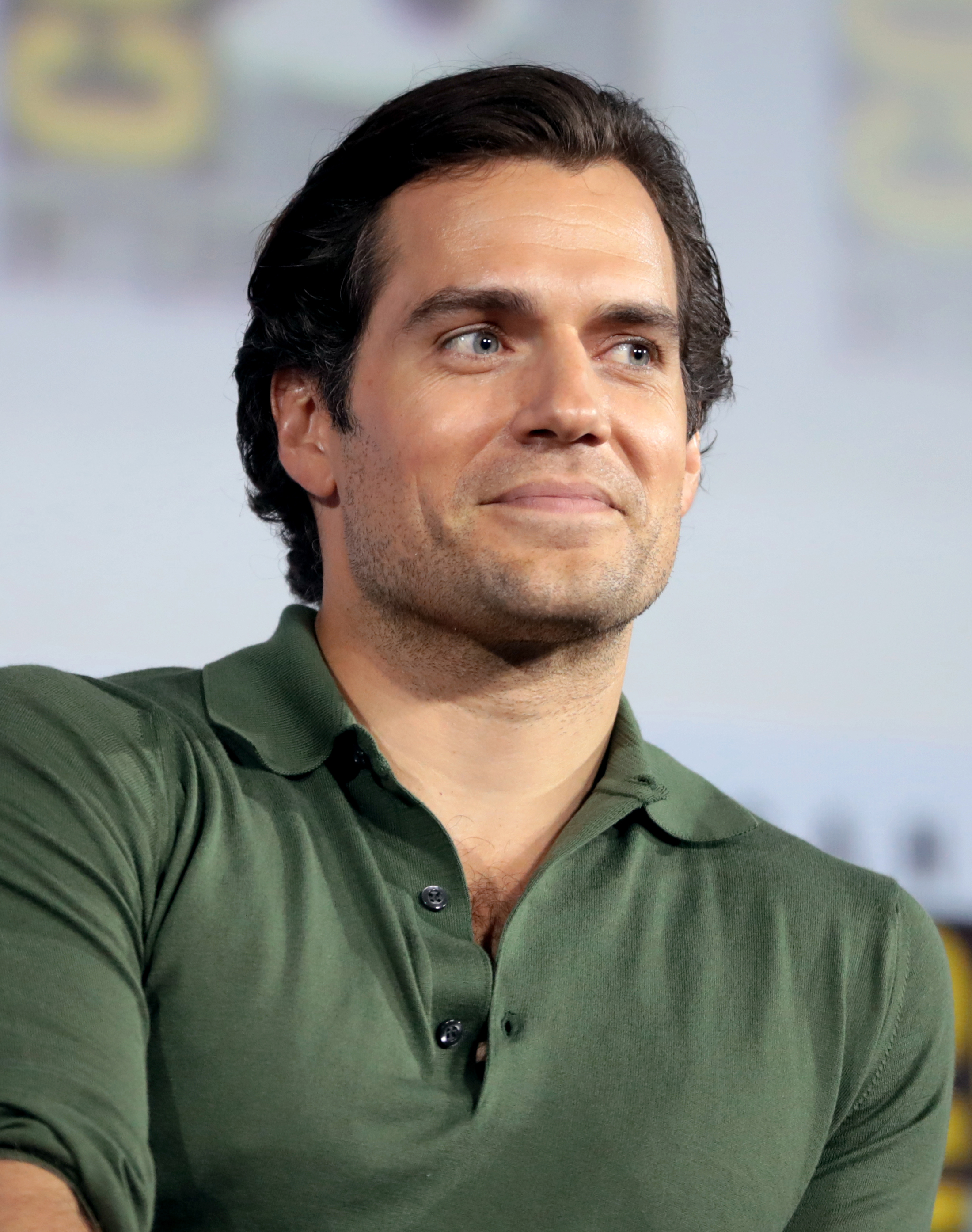
Генри Кавилл

Кларк Кент (актёр — Генри Кавилл), урождённый Кал-Эл — криптонский беженец, отправленный на Землю его родителями Джор-Элом и Ларой Лор-Ван перед разрушением планеты. На Земле его вырастили Джонатан и Марта Кенты в Смолвиле, Канзас. Поскольку солнечное излучение укрепляет клетки его организма, Кларк развивает сверхчеловеческие способности, но сталкивается с трудностями, когда Джонатан раскрывает его внеземное происхождение. После смерти Джонатана Кларк путешествует по миру, пытаясь найти себя, и в конце концов обнаруживает свою истинную личность, найдя криптонский разведывательный корабль. В конце концов, он осваивает свои способности, узнав о них от голограммы своего биологического отца, и получает от военных кодовое имя Супермен, поскольку использует свои способности для защиты граждан Земли. Супермен в конце концов вступает в конфликт с Бэтменом, прежде чем находит общий язык и вдохновляет Бэтмена и других мстителей и металюдей объединиться и защищать мир от более серьёзных угроз.
Кавилл стал первым неамериканским актёром, сыгравшим Супермена в кино. Кроме того, Зак Снайдер стремился придать Супермену более реалистичный облик в своих фильмах в DCEU, в отличие от предыдущих фильмов, и сделать так, чтобы он не был «одномерным бойскаутом».

### Брюс Уэйн / Бэтмен

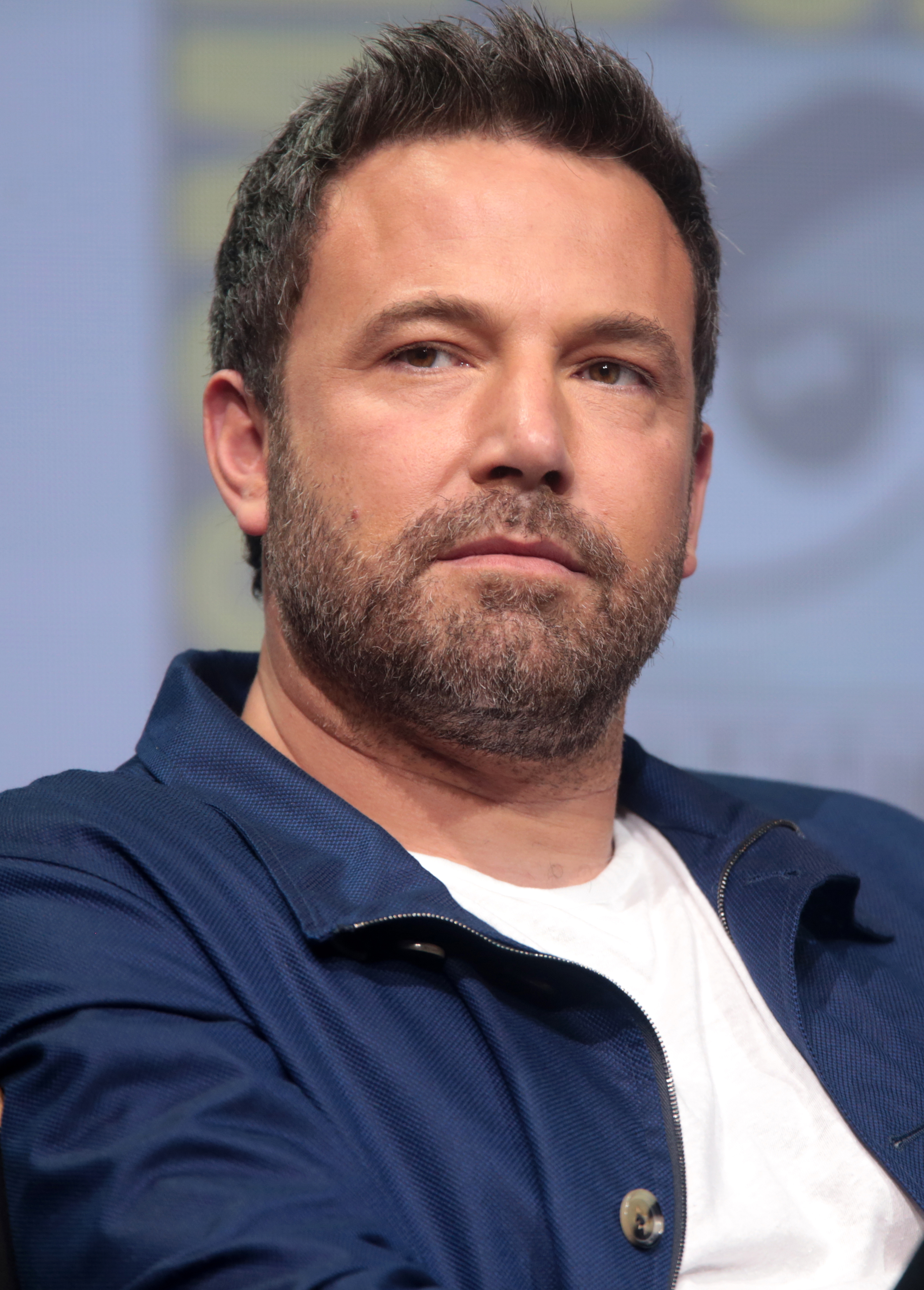
Бен Аффлек

Брюс Уэйн (актёр — Бен Аффлек) — мультимиллиардер, генеральный директор «Wayne Enterprises», который втайне действует в качестве мстителя Бэтмена, которого боятся все. В образе Бэтмена он борется с преступной деятельностью в Готэм-Сити, на что его сподвигнули смерть его родителей и страх перед летучими мышами. Он активно выступал в роли Бэтмена в течение 20 лет до появления Кларка Кента в роли Супермена, со временем становясь измученным и разочарованным, особенно после убийства своего протеже Дика Грейсона. Брюс противостоит Супермену после того, как лично стал свидетелем битвы за Метрополис, в ходе которой переполох, вызванный криптонцами, уничтожил значительную часть города, включая разрушение башни Уэйна и гибель значительной части рабочей силы Уэйна в Метрополисе. Он полон решимости убить Человека из стали, пока не находит с ним общий язык, а позже вдохновляется самоотверженностью и самопожертвованием Супермена, после чего собирает в группу других металюдей по всему миру, чтобы сформировать Лигу справедливости и встать на путь искупления после многих лет моральной неопределённости.
Версия Бэтмена в DCEU заметно старше и более уставшая от сражений, чем предыдущие кинообразы. Screen Rant назвал Бэтмена Аффлека как «самого злого [Бэтмена], которого мы когда-либо видели». Он был вдохновлён сюжетной линией из комикса Фрэнка Миллера «Бэтмен. Возвращение Тёмного рыцаря».

### Диана Принс / Чудо-женщина

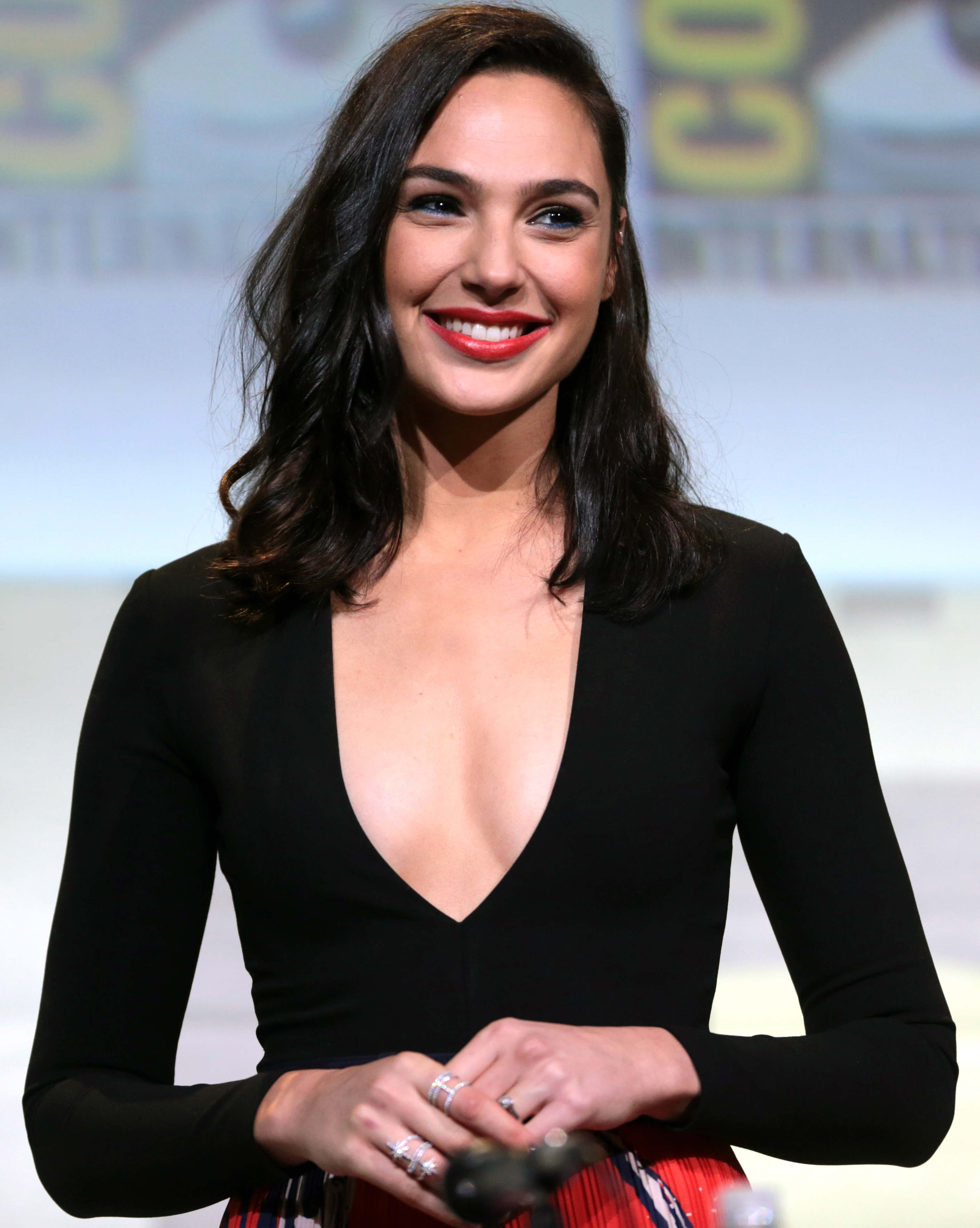
Галь Гадот

Диана из Фемискиры (актриса — Галь Гадот), широко известная под своим гражданским именем Диана Принс — бессмертная амазонка-воительница со скрытого острова Фемискира, дочь Ипполиты, царицы амазонок, и греческого бога Зевса, царя олимпийцев. Отправившись в мир людей после того, как Стив Тревор совершил аварийную посадку на Фемискире и предупредил о глобальном конфликте, угрожающем миру, Диана начинает защищать человечество как Чудо-женщина, тайно живя среди людей, прекращая конфликты в течение почти 100 лет и постепенно узнавая больше о мире после того, как много лет прожила защищённой жизнью на Фемискире. Диана вдохновлена храбростью Стива и учится находить добро в людях, несмотря на существующее в мире зло. Она возвращается на передний план после того, как появляется внеземная угроза, и Брюс Уэйн вербует её и других металюдей для борьбы с силами Апоколипса.
Несмотря на то, что Чудо-женщина входит в главную «троицу» супергероев DC Comics наряду с Суперменом и Бэтменом, она дебютировала на киноэкране только в 2016 году в фильме «Бэтмен против Супермена». Первоначально Гадот предлагали роль Фаоры в фильме «Человек из стали», но она отказалась, так как была беременна на тот момент. Это проложило путь к её кастингу на роль Чудо-женщины, и Зак Снайдер сказал, что она обладала «волшебными качествами», которые сделали её идеальной для этой роли.

### Артур Карри / Аквамен

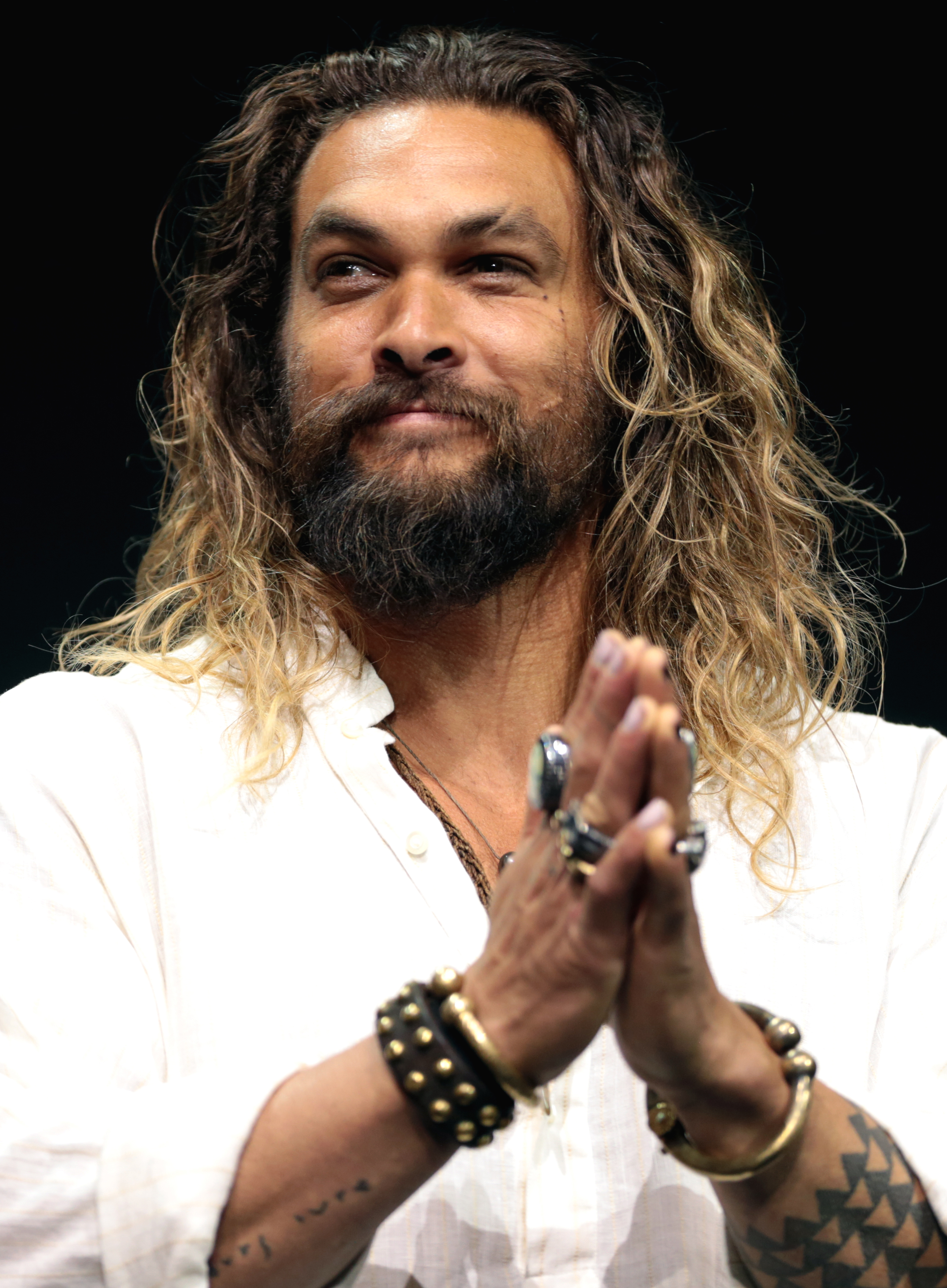
Джейсон Момоа

Артур Карри (актёр — Джейсон Момоа) — угрюмый метачеловек с водными сверхспособностями, позже получивший прозвище Аквамен. Карри является сыном человека, который является смотрителем маяка, и Атланны, царицы Атлантиды, и он изображён как герой поневоле. Борясь со своей двойственной идентичностью, он предпочитает скрываться среди людей, несмотря на то, что помогает им в небольшой степени. После того, как Бэтмен обратился к Артуру с просьбой присоединиться к Лиге справедливости и остановить Степного Волка, его старый наставник Нуйдис Вулко и Мера призвали Артура занять принадлежащее ему по праву место короля Атлантиды, позволяя ему вновь обрести уверенность в себе.
Аквамен был сильно переработан в DCEU, где он обладает татуировками и грубоватым поведением в отличие от своего персонажа из комиксов, которого часто высмеивали из-за его несерьёзного изображения в предыдущих адаптациях исходного материала. Критики описали эту версию персонажа как продолжение «очень впечатляющего актёра, который его изображает, Джейсона Момоа».

### Барри Аллен / Флэш

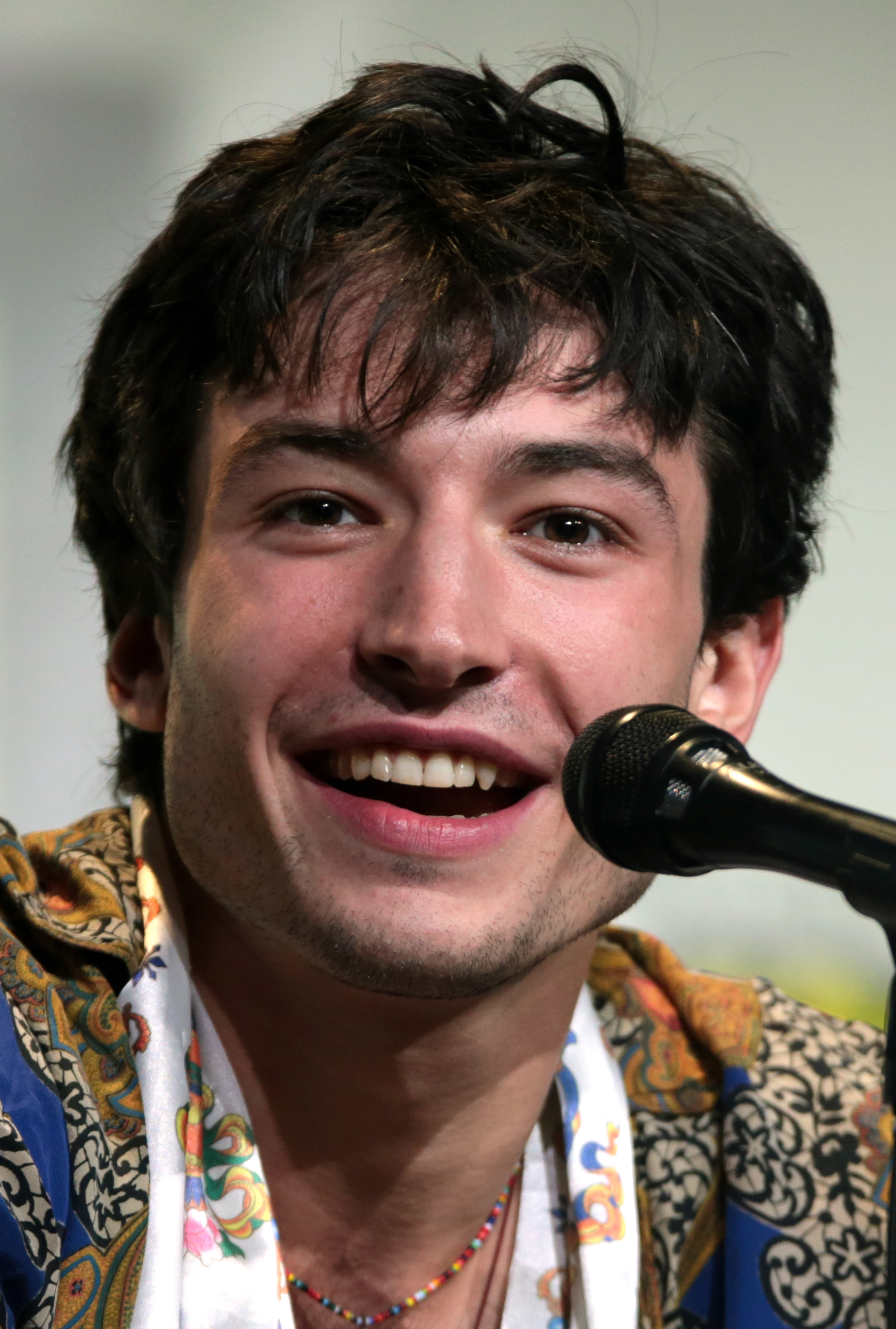
Эзра Миллер

Барри Аллен (актёр — Эзра Миллер) — студент колледжа и метачеловек, обладающий способностью передвигаться со сверхзвуковой скоростью, а также способностью путешествовать во времени. Поскольку его отец Генри был ошибочно осуждён за убийство своей жены и матери Барри Норы, Барри стремится доказать невиновность своего отца, время от времени прибегая к деятельности линчевателя с помощью своих сверхспособностей. Бэтмен обнаруживает Барри во время вербовки металюдей для вступления в Лигу справедливости после прибытия на Землю сил Апоколипса. Миллер получил роль в 2014 году и он сначала появлялся в небольших ролях в фильмах «Бэтмен против Супермена: На заре справедливости» (2016) и «Отряд самоубийц» (2016), а затем появился в полноценной роли Флэша в «Лиге справедливости» (2017) и её режиссёрской версии «Лига справедливости Зака Снайдера» (2021). Позже Миллер появился в роли персонажа в кроссовере «Кризис на Бесконечных Землях» (2019—2020) во вселенной «Стрелы» и финале первого сезона «Миротворца». Миллер вновь исполнил эту роль в фильме «Флэш» (2023), что является первым в истории появлением этого персонажа в сольном фильме.

### Виктор Стоун / Киборг

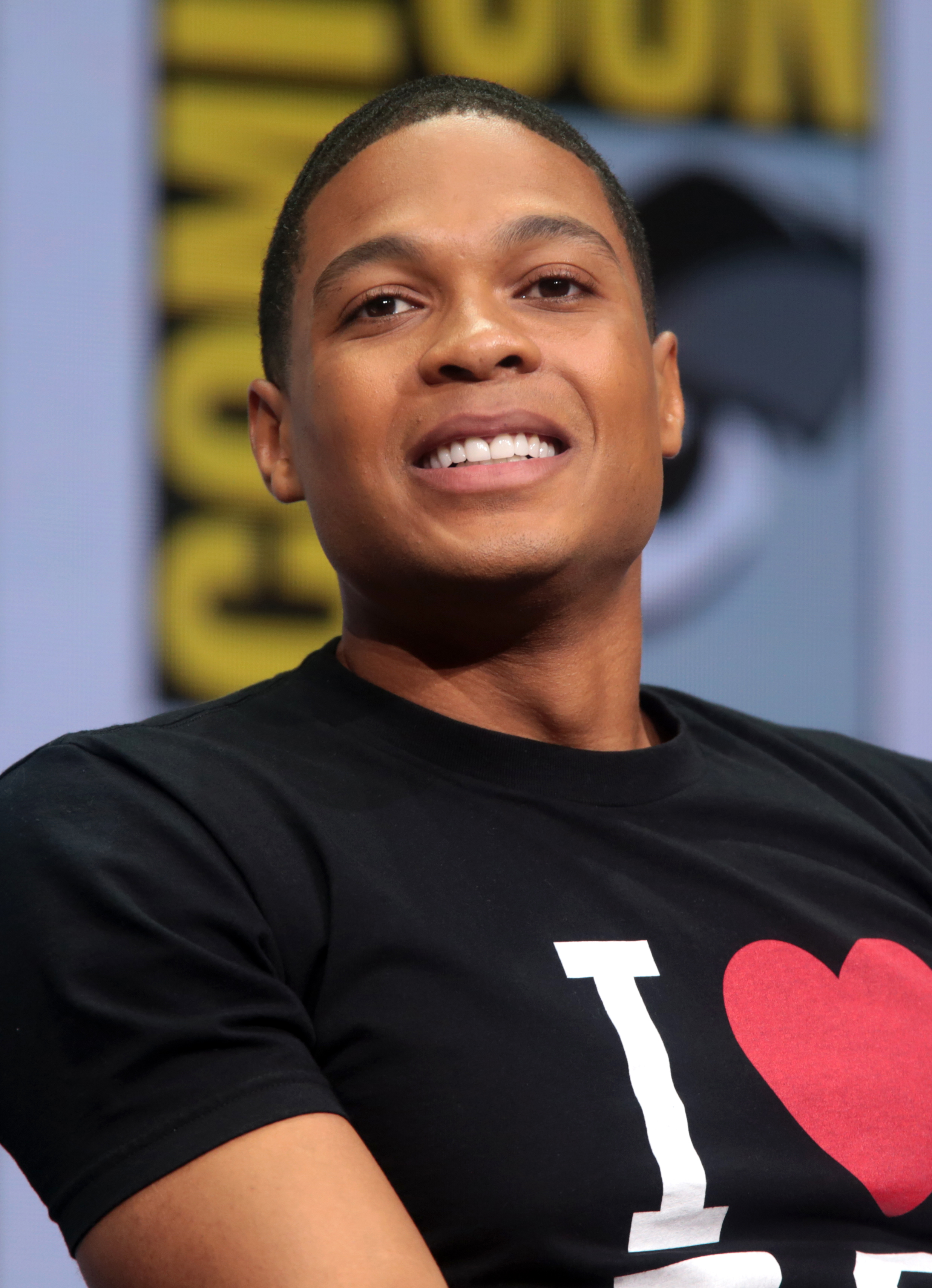
Рэй Фишер

Виктор Стоун (актёр — Рэй Фишер) — бывший футболист колледжа, получивший серьёзные травмы в автомобильной аварии, в которой также погибла его мать Элинор. Когда отстранённый отец Виктора, Сайлас, превратил его в киборга, он пытается заново найти себя, когда Чудо-женщина и Бэтмен завербовывают его в Лигу справедливости, открывая свой истинный потенциал после перерождения в Киборга.
Развитие персонажа Киборга в кинотеатральной версии «Лиги справедливости» было сокращено и сведено к минимуму студией и новым режиссёром Джоссом Уидоном, что было спорным решением, несмотря на то, что персонаж был описан как «сердце фильма» в оригинальной версии Зака Снайдера. С тех пор оригинальная версия была выпущена под названием «Лига справедливости Зака Снайдера». Актёрская игра Фишера в последней версии фильма получила положительные отзывы от критиков. До получения этой роли Фишер был малоизвестным театральным актёром.

### Билли Бэтсон / Шазам
Билли Бэтсон (актёр — Эшер Энджел) — озорной и трудный подросток из Филадельфии, попавший в приёмную семью. Будучи брошенным на карнавале в юном возрасте своей матерью-одиночкой Мэрилин, Билли приобрёл репутацию «проблемного ребёнка», неоднократно сбегая из приёмных семей и угоняя полицейские машины, чтобы найти свою мать. После повторного задержания Билли устраивают жить в дом семьи Васкес, у которой также есть другие приёмные дети, такие как Фредди Фримен и Мэри Бромфилд. По возвращении из школы в метро с ним связывается умирающий волшебник Шазам, который наделяет Билли своими способностями, сочтя его достойным стать его преемником.
Получив способность становиться взрослым супергероем (актёр — Закари Ливай) каждый раз, когда он произносит имя «Шазам», Билли создаёт YouTube-канал вместе с Фредди, чтобы продемонстрировать свои сверхспособности, и продолжает вести себя озорно, пока не возникают трения с его приёмными братьями и сёстрами и не появляется доктор Сивана, который завидует способностям Билли и сам хочет их получить после того, как ранее ему отказал Шазам. Билли осознаёт важность использования своих способностей во благо, сражаясь с Сиваной и Семью Смертными грехами поначалу без особого успеха. После того, как он узнаёт, почему мать бросила его, Билли принимает свою приёмную семью как свою настоящую, делится своими сверхспособностями со своими братьями и сёстрами и создаёт Семью Шазамов, которая позволяет им всем победить Сивану, пленить Семь Смертных грехов и полностью украсить ими храм Шазама.

### Харлин Квинзель / Харли Квинн

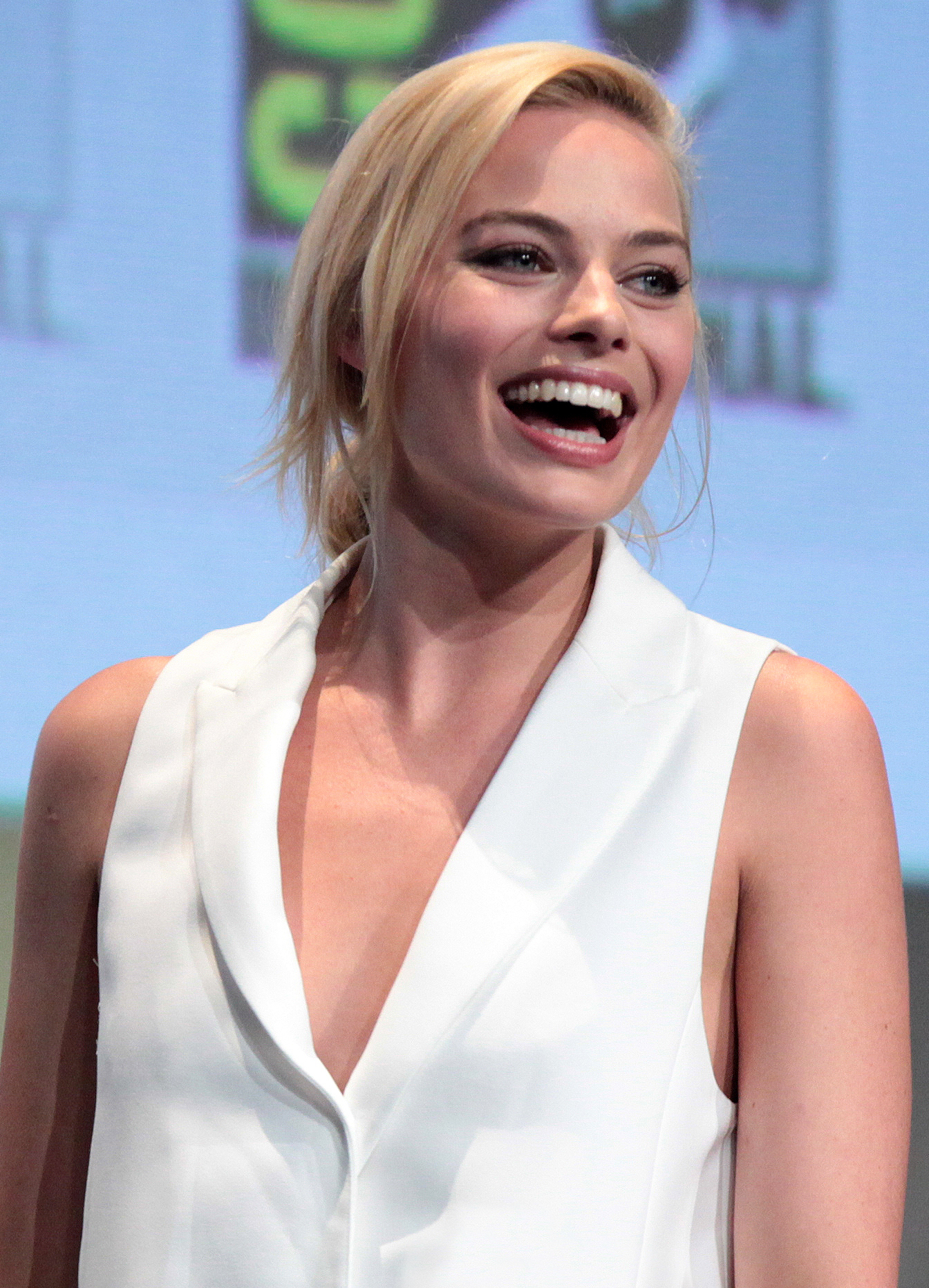
Марго Робби

Доктор Харлин Квинзель (актриса — Марго Робби) впервые появляется в «Отряде самоубийц» в роли многообещающего психиатра, которая работает с Джокером, безумно влюбляется в него и становится увлечённой безумием и преступной жизнью «Принца-клоуна» криминального мира. Взяв псевдоним Харли Квинн, она и Джокер терроризируют Готэм-Сити, пока её не задерживает Бэтмен. Позже Аманда Уоллер завербовала её вместе с Дэдшотом и другими преступниками в «Отряд Икс», также известный как Отряд самоубийц, прежде чем Джокер освободил её. «Хищные птицы» исследует злоключения Харли и её личностное развитие после того, как она рассталась с Джокером, в то время как в фильме «Отряд самоубийц: Миссия навылет» она снова попадает тюрьму и её отправляют на другое задание с более поздним составом Отряда самоубийц.
Героиня Харли в фильмах проходит путь от жестоких отношений с Джокером до того, как становится более независимой и готовой помогать обществу, несмотря на свои злонамеренные наклонности и хаотичный, непредсказуемый характер. Робби заявила, что ей потребовалось три часа, чтобы подготовить причёску, макияж и костюм для роли, и «не менее 45 минут», чтобы снять всё это.

### Флойд Лоутон / Дэдшот

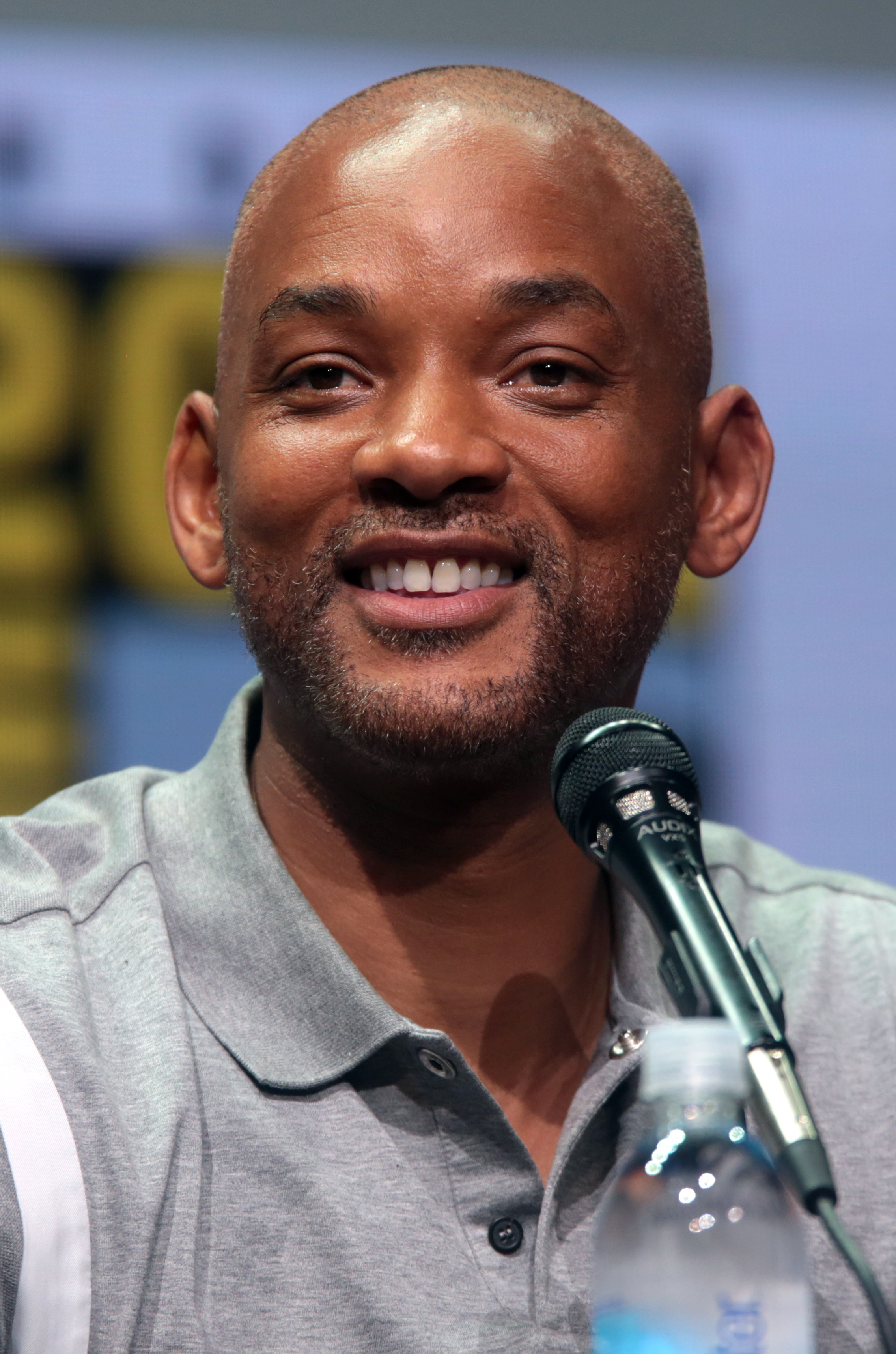
Уилл Смит

Флойд Лоутон (актёр — Уилл Смит) представлен в качестве главного героя «Отряда самоубийц» как «самый разыскиваемый киллер в мире» Дэдшот. Будучи обученным метко стрелять из самого разнообразного оружия, включая даже картофельную пушку, Дэдшот сохраняет имидж профессионала до тех пор, пока ему платят, придерживается моральных принципов, запрещающих убивать женщин или детей, и обладает жёстким, саркастичным характером. Однако он также разрывается между своей карьерой наёмника и состраданием к другим, а также имеет напряжённые отношения со своей бывшей женой и матерью его дочери Зои. Бэтмен задерживает Лоутона во время похода с Зои по магазинам, а Аманда Уоллер шантажирует его, заставляя присоединиться к Отряду самоубийц во время его заключения. Он заводит дружбу с другими членами команды — Харли Квинн и Чато Сантаной / Эль Диабло, и, несмотря на то, что поначалу они не ладили, её члены, похоже, очень уважают Дэдшота, на что указывает даже Рик Флаг. После того, как Дэдшот помогает одолеть Чародейку, Уоллер вознаграждает Лоутона сокращением срока лишения свободы на десять лет и часами свиданий с дочерью.
В DCEU Дэдшот является афроамериканцем, по сравнению с версией из комиксов, где у него европейская внешность. Кроме того, в оригинальной версии «Отряда самоубийц» Дэвида Эйера у него завязались романтические отношения с Харли Квинн. Смит подписал контракт на повторное появление в этой роли в нескольких фильмах, но он не появился в сиквеле «Отряд самоубийц: Миссия навылет» из-за конфликтов в расписании съёмок, и в отсутствие Смита главная роль в этом фильме досталась Бладспорту в исполнении Идриса Эльбы, хотя возможность возвращения Дэдшота в будущем остаётся открытой.

### Роберт Дюбуа / Бладспорт

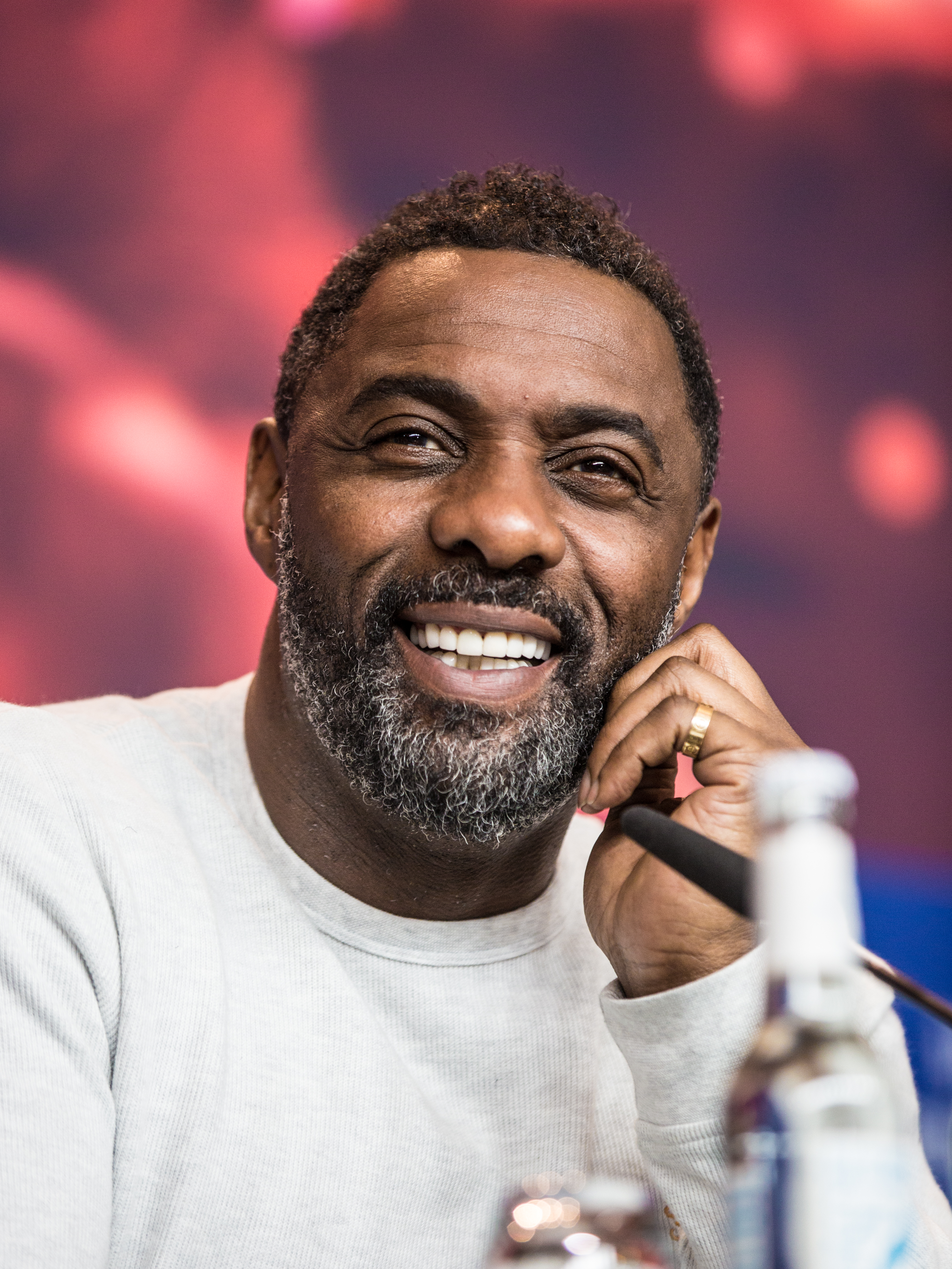
Идрис Эльба

Роберт Дюбуа (актёр — Идрис Эльба), известный под кодовым именем Бладспорт — наёмник с биометрическими набором оружия и бронёй. После того, как Дюбуа был признан виновным в том, что он выстрелил в Супермена и отправил его в реанимацию с помощью криптонитовой пули, Аманда Уоллер принуждает его присоединиться к Отряду самоубийц и отправляет его вместе с Кристофером Смитом / Миротворцем, Королём Акул, Клео Казо / Крысолова 2 и её крысой-питомцем Себастьяном, а также Абнером Криллом / Человеком-в-горошек, чтобы уничтожить похожего на морскую звезду инопланетянина Старро в Йотунхейме, исследовательском центре нацистской эпохи, имеющем отношение к проекту «Морская звезда» в островном государстве Корто-Мальтезе, которое было захвачено в результате антиамериканского переворота и которое может использовать пришельца в качестве оружия против других стран. Дюбуа и его товарищи по команде успешно проникают на остров, связываются с демократически настроенными повстанцами, планирующими вернуть остров, и спасают Рика Флага и Харли Квинн, которые, о чём команда не знала, были отправлены на остров с более ранним отрядом, что было всего лишь преднамеренной приманкой Уоллер, позволившей другой команде проникнуть на остров незамеченной.
Как охарактеризовано в «Миссии навылет», эта версия Бладспорта — чернокожий британский наёмник, у которого есть дочь по имени Тила, и он часто ссорится с Миротворцем, одновременно развивая эмоциональную связь с Клео, несмотря на свой страх перед крысами. У него серьёзны, закалённый в боях характер, но он сострадателен к тем, о ком заботится. Узнав, что американские астронавты взяли Старро в плен, и обнаружив бесчеловечные эксперименты проекта «Морская звезда», Дюбуа спасает Клео от Миротворца, которому Уоллер тайно поручила следить за тем, чтобы никакие улики по проекту не покидали здание, поэтому он убивает Флага и пытается убить её за попытку разглашения правительственной тайны США, связанной с проектом, раскрывая, что отряд был послан не только для его уничтожения, но также и для того, чтобы сокрыть его связи с США. Он берёт на себя руководство оставшимися членами отряда после смерти Флага и после того, как Старро сбегает из-за случайного уничтожения объекта командой. Бладспорт не подчиняется приказам Уоллер покинуть остров, вдохновляя других членов отряда победить Старро и спасти остров от полного уничтожения. После победы команды он шантажирует Уоллер, чтобы та освободил их, вывезла по воздуху с острова и отменила судебный процесс над его дочерью (она угрожала заключить её в тюрьму, если Дюбуа откажется присоединиться к команде), угрожая разгласить государственные секреты. После того, как Уоллер согласилась на сделку, Харли, в честь их покойного общего друга Флага, предлагает ему подружиться.
Возвращаясь к теме главных героев фильма, представляющих разные эпохи в кинематографе, режиссёр Джеймс Ганн описал Бладспорта как несентиментальное изображение героя боевиков 1960-х годов, такого как Стив Маккуин, без «моральных последствий» этих персонажей. Первоначально сообщалось, что Эльба должен был заменить Уилла Смита в роли Дэдшота, но персонаж был заменён на Бладспорта, чтобы позволить Смиту вернуться к своей роли в будущем; Ганн не стал менять историю, которую он написал для Эльбы, и он просто выбрал Бладспорта, потому что ему понравился этот персонаж в комиксах. Способность персонажа из комиксов проявлять оружие адаптирована в фильме в виде различных приспособлений и трансформирующегося оружия, которые появляются из его костюма. Способность Бладспорта отправить Супермена в отделение интенсивной терапии является отсылкой к первому появлению персонажа в комиксах в 1987 году, что, возможно, сделало его более грозным во вселенной фильмов.

### Кристофер Смит / Миротворец

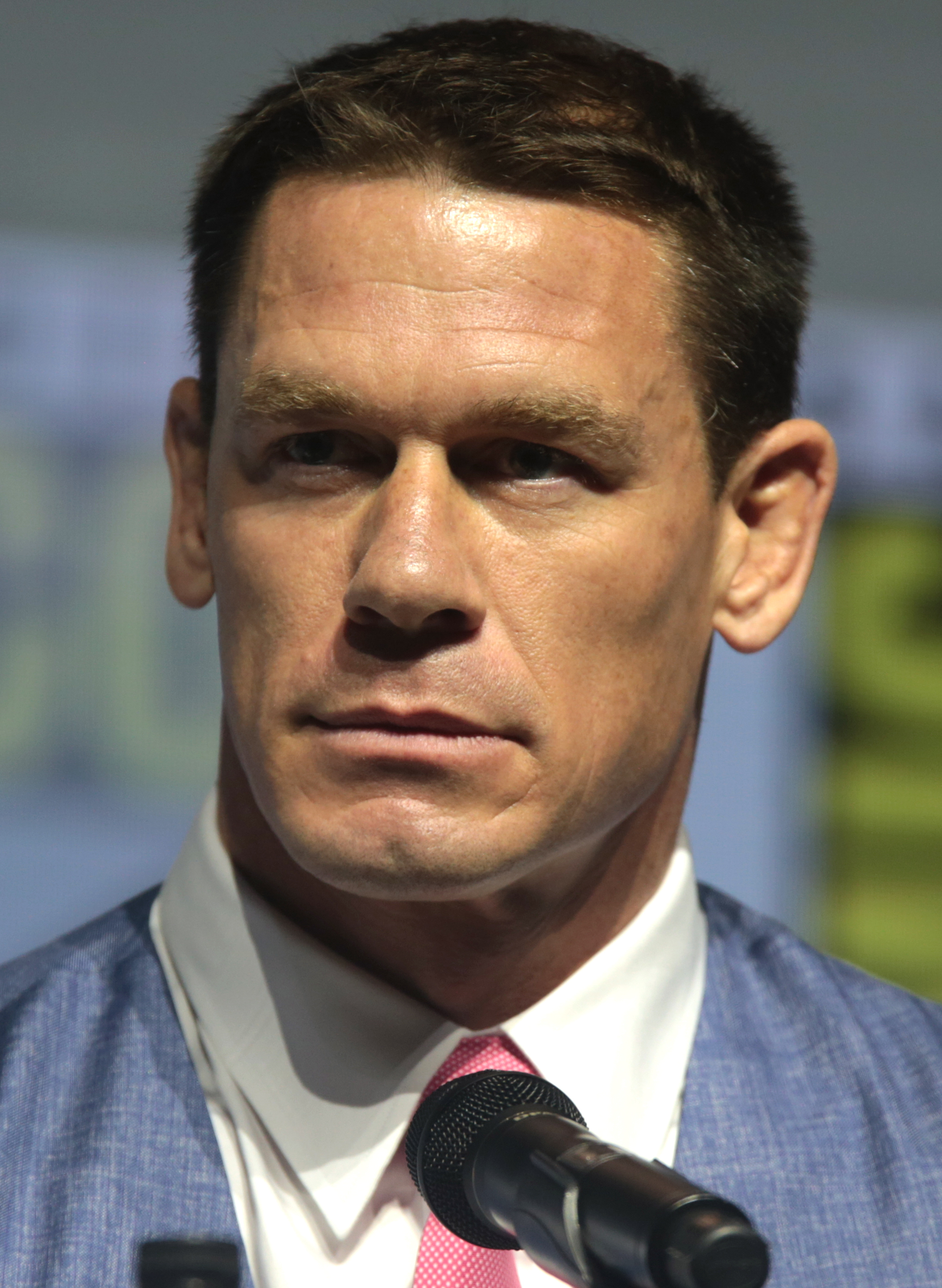
Джон Сина

Кристофер Смит (актёр — Джон Сина), также известный как Миротворец — безжалостный, ура-патриотический наёмник, который завербован в более поздний состав Отряда самоубийц. Режиссёр «Отряда самоубийц» Джеймс Ганн назвал Смита «самым большим придурком во Вселенной». В фильме Смит утверждает, что он так сильно любит мир, что «ради него [он] выкосит стариков, женщин и детей».
Работая с Бладспортом, Крысоловом 2, Королём Акул и Человеком-в-горошек, Миротворец отправляется со своими товарищами по команде уничтожить форт, где находится проект «Морская звезда» и, несмотря на споры с Бладспортом и Риком Флагом, помогает команде добраться до форта. После того, как Флаг и Крысолов 2 узнают об участии правительства США в проекте «Морская звезда», Миротворец раскрывает свои секретные приказы сохранить эти детали в тайне, чтобы предотвратить международный скандал. После борьбы он неохотно убивает Флага из-за того, что он отказался уничтожить жёсткий диск с уликами, а позже пытается убить Крысолова 2, когда она также отказывается отдать диск, но его останавливает Бладспорт, который стреляет ему в шею. Позже выясняется, что Миротворец выжил и находится под присмотром подчинённых Аманды Уоллер из проекта «Бабочка», пока он поправляется в коматозном состоянии.
Сина вновь исполняет свою роль в сериале 2022 года «Миротворец» в качестве члена команды агентов АРГУСа под руководством Клемсона Мёрна, и он должен предотвратить вторжение инопланетных бабочек-паразитов, при этом исследуя отношения Миротворца с его отцом, сторонником превосходства белой расы, и то, как смерть Флага повлияла на него. Ганн сказал Сине не читать никаких комиксов об этом персонаже и вести себя как «братский, придурковатый Капитан Америка».

### Тет-Адам / Чёрный Адам

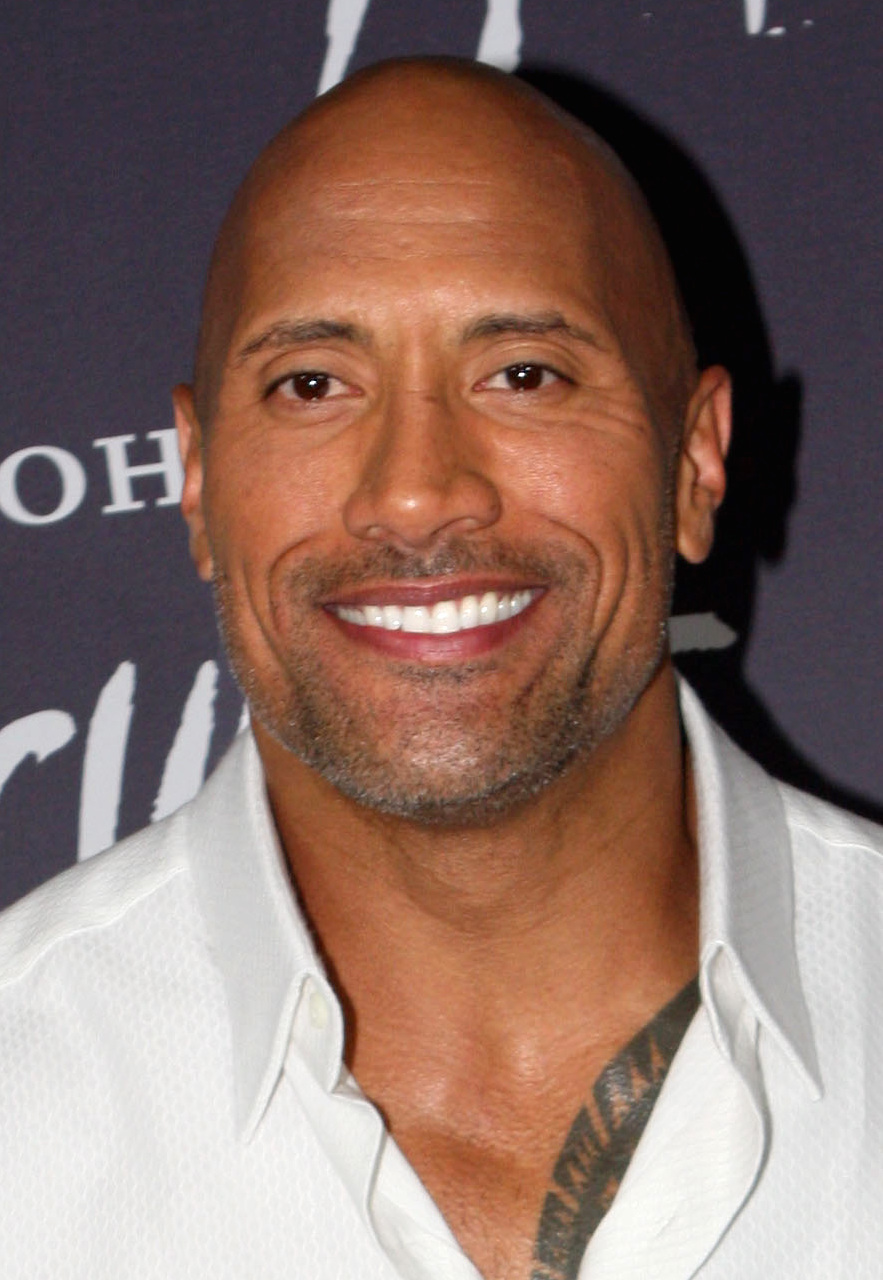
Дуэйн Джонсон

Тет-Адам (актёр — Дуэйн Джонсон) — бывший раб, родом из древнего Кандака, живший 5000 лет назад. После жизни при царе-тиране, который угнетал всех жителей страны, Адам становится наделённым силами Совета магов, поскольку его сын Хурут, которому совет непосредственно передал эти силы, передаёт их ему, чтобы спасти его жизнь, но ценой своей собственной. Адам, охваченный яростью из-за смерти своего сына, использует свои силы, чтобы отомстить за Хурута и уничтожить царя и его людей любыми возможными способами, но из-за его неконтролируемого гнева и вызванных им массовых разрушений совет заключает Адама в тюрьму на тысячелетия, пока он не освобождается в настоящее время. Видя, что Кандак снова находится под гнётом иностранных интересов, он решает освободить свою нацию любыми необходимыми средствами, взяв более современное прозвище Чёрный Адам, но при этом вступает в конфликт с Амандой Уоллер, АРГУСом и Обществом справедливости, которые знают о его прошлых бесчинствах.
Персонаж впервые появился в «Шазаме!» в виде голографического изображения, в котором использовалось внешнее сходство с Джонсоном, прежде чем он дебютировал на экране в «Чёрном Адаме». Джонсон заявил, что он намерен сделать так, чтобы Чёрный Адам сразился с Шазамом, Суперменом и другими членами Лиги справедливости в будущих фильмах DCEU.

### Хайме Рейес / Синий Жук
Хайме Рейес (актёр — Шоло Маридуэнья) — выпускник колледжа из Палмера-Сити, который пытался помочь своей семье расплатиться с долгами, работая в «Kord Industries», но он случайно образовал связь с биотехнологическим инопланетянином Хаджи-Да. В попытке избавиться от жука Рейес объединился с Дженни Корд и своим дядей Руди Рейесом, чтобы сделать это, но его стала преследовать Виктория Корд и он вступил в конфликт с Игнасио Карапаксом. После смерти своего отца Альберто Рейеса и после того, как его пленили на острове Паго, Рейес вновь обрёл его доверие, принял Хаджи-Да и вступил в борьбу с «Kord Industries», чтобы спасти свою семью. Приняв решение стать супергероем, Рейес стал Синим Жуком, следуя примеру Теда Корда.

## Антагонисты

### Арес
Арес (актёр — Дэвид Тьюлис) — олимпийский бог войны и последний выживший представитель Старых Богов к моменту событий «Чудо-женщины». Несмотря на то, что Арес изначально помогал силам Земли противостоять первому вторжению с Апоколипса, как это было показано в обеих версиях «Лиги справедливости», Арес восстаёт против своих собратьев-богов и богинь, поскольку начинает презирать человечество, заставляя человечество вести войну между собой и убивать своих братьёв и сестёр, пока Зевс не прогоняет его с горы Олимп и не использует остатки своей жизненной силы, чтобы спрятать амазонок на Фемискире и создать «Убийцу богов». Скрывшись на протяжении тысячелетий и продолжив развращать человечество, Арес, восстановив свою силу, вновь появляется под личиной британского политика сэра Патрика Моргана и демонстрирует приветливое, пацифистское поведение в составе Британского имперского военного кабинета, тайно манипулируя Центральными державами, что привело к Первой мировой войне.
В роли сэра Моргана Арес оказывает тайную помощь Диане и команде Стива Тревора, когда они отправляются на передовую в попытке уничтожить газ, изобретённый генералом Людендорфом и доктором Мару, несмотря на резкое неодобрение Военного кабинета. После того, как Диана убивает Людендорфа, которого она ошибочно принимает за Ареса, Морган раскрывает себя и пытается склонить её помочь ему в уничтожении человечества, а также раскрывает её истинное происхождение, так как он её сводный брат по отцовской линии, и её природу «Убийцы богов» (поскольку только бог может убить другого бога). Диана борется с искушением, видя в человечестве добро, и после смерти Стива побеждает Ареса, убивая Бога войны, перенаправляя его молнии на него с помощью своих Браслетов подчинения.
В «Лиге справедливости» и её режиссёрской версии каскадёр Ник Маккинлесс физически исполнил эту роль, а лицо Тьюлиса было наложено на его лицо на компьютере.

### Геспера
Геспера (актриса — Хелен Миррен) — старшая дочь Атласа и сестра Калипсо и Антеи. Спустя тысячелетия после смерти Атласа Геспера и её сестры попытались вернуть силу своему отцу из Семьи Шазамов и восстановить своё родное царство, используя Золотое яблоко со священного дерева Геры, в то время как Калипсо также намеревалась преобразовать Землю с помощью Посоха богов Шазама. Когда Геспера и Антея воспротивились, Калипсо смертельно ранила Гесперу, прежде чем посадить Яблоко и напасть на Филадельфию со своей армией мифических существ, но Геспера помогла Билли победить её в последние мгновения перед смертью.

### Измаил Грегор / Саббак
Измаил Грегор (актёр — Марван Кензари) — лидер кандакской фракции международной преступной организации Интербанда. Он выдаёт себя за помощника археолога Адрианны Томаз, которая стремится найти корону Саббака и спрятать её от недоброжелателей, не зная, что Грегор сам охотится за короной как последний потомок деспотичного короля Ак-Тона, создателя короны. Грегор, как и его предок, стремится заполучить корону, чтобы использовать её силу и стать всемогущим правителем Кандака. Он похищает сына Адрианны, Амона, чтобы заставить её отдать ему корону и привлечь внимание Тет-Адама, заставляя Адама убить его, чтобы он мог возродиться с силой короны как Саббак. Кент Нельсон / Доктор Фейт понимает, что он и Общество справедливости ошибались в отношении Адама, увидев буйство Саббака, поэтому Фейт освобождает задержанного Адама, чтобы он мог победить и убить Саббака, что он и делает, разрывая Саббака пополам, восстанавливая порядок в Кандаке и, возможно, во всём мире.

### Дарксайд
Дарксайд (актёр — Рэй Портер), первоначально известный как Уксас — Новый Бог, который является тираническим правителем Апоколипса и повелителем Степного волка и ДеСаада. В то время как он лишь упоминается в кинотеатральной версии «Лиги справедливости», персонаж впервые появляется на экране в режиссёрской версии, где его сцены были восстановлены. В «Версии Снайдера» показано, как Дарксайд, которого тогда звали Уксас, возглавляет вторжение на Землю до своего прихода к власти. Когда Уксас готовится использовать Уравнение Анти-Жизни и три Материнских куба для завоевания Земли, коалиция воинов, в которую входят люди, атланты, амазонки, Старые Боги и Зелёный Фонарь, контратакует, заставляя его отступить после того, как он был тяжело ранен, и разделяет кубы. Пока он поправляется и занимает трон Апоколипса в течение тысячелетий, местонахождение уравнения утеряно, а Материнские кубы спрятаны амазонками, атлантами и людьми.
После того, как Степной Волк узнаёт о присутствии кубов и уравнения на Земле, он сообщает об этом Дарксайду, который убедил своего опозоренного дядю и лейтенанта захватить и кубы, и уравнение, чтобы он мог использовать уравнение для захвата мультивселенной. Дарксайд открывает портал на Землю, когда Материнские кубы почти синхронизированы, но они становится свидетелями того, как Барри Аллен разрушает Единство, используя Спидфорс. Это позволяет Лиге справедливости разделить кубы и убить Степного Волка, бросив его тело обратно через портал к ногам Дарксайда. Затем разъярённый Дарксайд приказывает ДеСааду «подготовить армаду» и пойти «привычным путём», чтобы заполучить Уравнение Анти-Жизни, поскольку Материнские кубы больше нельзя использовать для завоёвания планет.
Портер исполнил роль Дарксайда с помощью захвата движения и «проделал несколько различных вокальных упражнений, пытаясь подобрать голос». Портер не был знаком с персонажем Дарксайда на момент получения роли, но Зак Снайдер и сценарист Крис Террио помогли ему сориентироваться в истории комиксов.

### Джокер
Джокер (актёр — Джаред Лето) — заклятый враг Бэтмена, бывший парень Харли Квинн и безжалостный криминальный авторитет Готэм-Сити. «Бэтмен против Супермена: На заре справедливости» намекает на то, что Джокер убил протеже Бэтмена Дика Грейсона до событий фильма. Джокер впервые знакомится с Харли, тогда начинающим психиатром по имени доктор Харлин Квинзель, находясь в заключении во время флэшбэка, показанного в «Отряде самоубийц». Она безумно влюбляется в него и идёт на всё, чтобы быть с ним после того, как он сбегает из тюрьмы, и они вдвоём начинают терроризировать Готэм-Сити как самые отъявленные преступники. После того, как Харли попала в тюрьму и силой завербовали в Отряд самоубийц, Джокер стремится освободить её из затруднительного положения, так как ему не нравится, что у него отняли что-то принадлежащее ему. Однако позже, ещё до событий «Хищных птиц», он расстаётся с ней, потому что она хотела получить признание за свои идеи для их успешных преступлений, и его можно увидеть в «Лиге справедливости Зака Снайдера» в предчувствиях Бэтмена о потенциальном будущем мире, которым будет править Дарксайд.
Эта версия Джокера получила неоднозначные отзывы, особенно в кинотеатральной версии «Отряда самоубийц». Однако режиссёр Дэвид Эйер и Лето оба рассказали, что студия вырезала большую часть сцен с Джокером из фильма, что, возможно, ухудшило его характеризацию в кинотеатральной версии.

### Виктор Зас
Виктор Зас (актёр — Крис Мессина) — правая рука Романа Сайониса. На его теле также вырезаны отметки о каждом человеке, которого он убил за эти годы. В рамках своих обязанностей он участвовал в уничтожении почти всей преступной семьи Бертинелли, чтобы укрепить власть преступной организации Чёрной Маски в Готэм-Сити. Несмотря на то, что нападение было успешным, в конечном счёте это привело к гибели Заса, поскольку одному из членов семьи, юной дочери Хелены, удалось сбежать. Повзрослевшая Хелена выслеживает и убивает Заса, когда он угрожает убить Дину Лэнс перед Харли Квинн.

### Дру-Зод
Генерал Дру-Зод (актёр — Майкл Шеннон) — верховный военачальник Криптона, который предпринял попытку государственного переворота и был заточён вместе со своими войсками в Фантомной Зоне перед уничтожением планеты. Он и Джор-Эл оба согласны с тем, что их мир обречён, но используют разные методы в попытках спасти свою расу, что приводит к их конфликту. После разрушения планеты Зод и его последователи освобождаются из заключения, но им приходится плавать среди останков Криптона до тех пор, пока они не перепрофилируют свой тюремный корабль «Чёрный Ноль».
Когда сын Джор-Эла, Кал-Эл, теперь известный под именем Кларк Кент, а позже получивший прозвище «Супермен», запускает корабль-разведчик на Земле, силы Зода обнаруживают сигнал бедствия, посланный кораблём, и требуют, чтобы жители Земли выдали Кала. После того, как Кларк узнаёт, что Зод намерен превратить Землю в новый Криптон, убив при этом всех её обитателей, Кларк встаёт на сторону землян и помогает американским военным уничтожить силы Зода, отправив их всех, кроме самого Зода, обратно в Фантомную Зону после разрушительной битвы. Разъярённый Зод, потерявший цель в жизни после потери своих войск и средств для создания нового Криптона, использует свои недавно обретённые сверхчеловеческие способности, похожие на способности Кларка, чтобы вступить в жестокий рукопашный бой по всему Метрополису, что приводит к ещё большему количеству человеческих жертв, пока Кларк не сворачивает ему шею, убивая его.
Труп Зода появляется в «Бэтмене против Супермена» после того, как Лекс Лютор получает доступ к криптонским артефактам, оставшимся после битвы за Метрополис, и Лютор использует отпечатки пальцев Зода, чтобы получить доступ к кораблю-разведчику. Само тело Зода используется Лютором для создания криптонского уродливого существа (актёр — Робин Аткин Даунс) для борьбы с Суперменом, которое Лютор называет «Судным днём» Супермена. Это существо сильнее Человека из стали и невосприимчиво к ядерному оружию, но Супермен и Бэтмен осознают его уязвимость перед криптонитом, и Супермен жертвует собой, чтобы убить монстра криптонитовым копьём, изготовленным Бэтменом.
Позже Зак Снайдер подтвердил, что разрушенная луна, видимая во время путешествия Джор-Эла в Цитадель в «Человеке из стали», на самом деле была уничтожена «настоящим» Думсдэем, созданным Криптоном; это была пасхалка для его последующего появления, тем самым подтверждая, что настоящий Думсдэй жив и существует во Вселенной, несмотря на гибель версии, созданной из трупа Зода в «Бэтмене против Супермена».

### Калипсо
Калипсо (актриса — Люси Лью) — вторая дочь Атласа и сестра Гесперы и Антеи. Спустя тысячелетия после смерти Атласа Калипсо и её сестры пытались вернуть силу своему отцу из Семьи Шазамов и восстановить своё родное царство, используя Золотое яблоко со священного дерева Геры, в то время как Калипсо также намеревалась преобразовать Землю с помощью волшебного посоха Шазама. Когда Геспера и Антея воспротивились, Калипсо смертельно ранила Гесперу и лишила Антею силы, а затем посадила Яблоко и напала на Филадельфию со своей армией мифических существ, пока её не прикончил Билли Бэтсон.

### Игнасио Карапакс / OMAC
Игнасио Карапакс (актёр — Рауль Трухильо) — беспокойны гватемальский лейтенант, который, получив ранения в бою, начал работать с Викторией Корд, став OMAC, мощным солдатом с бронёй и кибернетическими усовершенствованиями, после того, как «Kord Industries» провело над ним эксперименты. Служа правой рукой Виктории, он помог ей найти биотехнологического инопланетянина Хаджи-Да, вступил в конфликт с Хайме Рейесом, чтобы заполучить реликвию, обретая новые силы, пока Рейес не пощадил его, заставив Карапакса искупить свою вину, пожертвовав собой, чтобы убить Корд.

### Дэвид Кейн / Чёрная Манта
Дэвид Кейн (актёр — Яхья Абдул-Матин II) — пират и наёмник, работающий бок о бок со своим отцом Джесси. Они оба возглавляют ударную группу, нанятую царём Ормом для захвата российской подводной лодки класса «Акула», что было пресечено Акваменом вскоре после того, как Лига Справедливости победила Степного Волка. Артур расправляется с пиратами и по неосторожности даёт Джесси быть придавленным торпедой в подводной лодке, когда Кейны пытаются убить его, оставляя Джесси тонуть, несмотря на мольбы сына. Одержимый желанием отомстить Кейн спасается с подводной лодки и позже получает от царя Орма усовершенствованную броню атлантов и командование ударным отрядом солдат-атлантов после того, как Артур и Мера сбегают из Атлантиды. Модифицировав доспехи, Кейн переименовывает себя в Чёрную Манту и нападает на Артура и Меру со своим ударным отрядом на Сицилии, но те отбиваются. После жаркой схватки один на один Артур повреждает броню Манты и сбрасывает его со скалы в море. Позже Стивен Шин находит и спасает Манту и заключает с ним сделку, чтобы тот рассказал ему больше об Атлантиде в обмен на помощь в розыске Аквамена.
В мире DCEU титул «Чёрная Манта» был впервые присвоен деду Кейна в качестве прозвища, когда он работал боевым пловцом в ВМФ США во время Второй мировой войны; дед Кейна занялся пиратством, когда его достижения не были признаны из-за его афроамериканского происхождения, и он обучил своих сына и внука его незаконной деятельности. Абдул-Матин вернулся к своей роли Чёрной Манты в фильме «Аквамен и затерянное царство».

### Виктория Корд
Виктория Корд (актриса — Сьюзан Сарандон) — скандальная бизнесвумен, гендиректор «Kord Industries», сестра Теда Корда и тётя Дженни Корд. Завидуя тому, что она не получила должность в компании своего отца, Виктория была полна гнева и желала отомстить своему брату, найдя скарабея Хаджи-Да, чтобы создать кибернетических солдат под названием OMAC, начав с Игнасио Карапакса. Это приводит его к конфликту с её племянницей Дженни Корд и носителем Хаджи-Да Хайме Рейесом, но, несмотря на их усилия, Виктория потерпела неудачу в своих планах и была убита/предана Карапаксом. После смерти Виктории Дженни была приведена к присяге в качестве нового гендиректора «Kord Industries».

### Максвелл «Макс Лорд» Лорензано
Макс Лорд (актёр — Педро Паскаль) — харизматичный нефтяной бизнесмен и телезвезда, находящийся в бедственном положении. Он является владельцем компании Black Gold Oil, расположенной в Вашингтоне, и надеется завладеть древней могущественной реликвией, обладающей способностью исполнять желания, известной как «Камень грёз». У него также есть маленький сын по имени Алистер Лорд.
Макс Лорд, урождённый Максвелл Лорензано, вырос в бедной семье с жестоким отцом. Из-за агрессивного поведения своего отца он рос как тревожный ребёнок, склонный к ночному недержанию мочи. В школе Макс часто становился объектом насмешек и травли из-за своей сравнительной бедности по сравнению с другими учениками, которые высмеивали его невзрачную одежду, изношенную обувь и скудное количество еды на обед. Из-за нехватки денег он не смог поступить в колледж после окончания школы. Эти испытания вдохновили Макса на достижение финансового успеха в жизни. Он основал свой собственный бизнес, Black Gold Cooperative, первоначально в одиночку, и сменил свою фамилию с «Лорензано» на «Лорд». Постепенно Макс убедил финансистов, в первую очередь Саймона Стэгга, инвестировать в его компанию, которая занималась разведкой нефти в районах, которые другие компании игнорировали.
Макс, наконец, получает контроль над Камнем грёз после того, как обманывает Барбару Минерву, желая «стать этим камнем». В результате он обретает силу камня и начинает исполнять желания людей по всему миру, но начинает выглядеть хуже в физическом плане. Позже Чудо-женщина противостоит ему, показывая, какую боль он причиняет своему сыну, отдаляясь от него, и убеждает его отказаться от своего желания, после чего он примиряется с Алистером.
Критики сравнили интерпретацию Макса Лорда в фильме «Чудо-женщина 1984» в исполнении Паскаля с Дональдом Трампом 1980-х годов. Однако Галь Гадот, которая выступила со-продюсером фильма, заявила, что любое сходство с Трампом было случайным. А режиссёр Пэтти Дженкинс, напротив, прокомментировала, что персонаж Лорда создан по образу Берни Мейдоффа и Трампа.

### Генерал Эрих Людендорф
Эрих Людендорф (актёр — Дэнни Хьюстон) — в высшей степени беллетризованная версия реального немецкого генерала, сражавшегося в Первой мировой войне, который в DCEU является прагматичным тактиком с железным кулаком, который возглавляет Германскую императорскую армию в последние дни войны, привлекая доктора Мару для создания более смертоносного варианта иприта на основе водорода в попытке переломить ход битвы. Людендорф изображён безжалостным и неумолимым, готовым убивать комбатантов и мирных жителей с обеих сторон войны для достижения своих целей, в том числе немецких генералов, которые ведут переговоры о капитуляции. Диана сначала принимает его за Ареса, услышав рассказ Стива Тревора о войне. Она пытается убить его на приёме, который он устраивает, пока Стив не останавливает её, чтобы не раскрыть их тайну. Когда Людендорф применяет свой иприт против невинной деревни во время демонстрации на гала-концерте, Диана снова сталкивается с ним, когда он готовится атаковать Лондон с большей дозой, и она пытается отомстить ему. Однако война не заканчивается, когда Диана убивает его, оставляя её в замешательстве и разочаровании, пока сэр Патрик Морган не объявляет себя Богом войны.
Хьюстон описал свою версию Людендорфа как «прагматика, реалиста, патриота, сражающегося за свою страну», далее пояснив: «он потерял своего сына на немецкой линии фронта и был просто замучен, дьявольски упрям и верит, что то, что он делает, служит на благо человечества». О своём персонаже Хьюстон сказал, что «Людендорф верит в то, что война является естественной средой обитания для людей», а также заявил, что «кто-то вроде Людендорфа, вероятно, подумал бы, что идея о том, что любовь побеждает всё, является довольно наивной концепцией».

### Лекс Лютор
Александр «Лекс» Лютор-мл. (актёр — Джесси Айзенберг) — мультимиллиардер и гендиректор LexCorp. Хотя на публике он изображает приветливого, но чудаковатого «техно-дружбана», на самом деле он коварная, дьявольская фигура, который презирает Супермена и одержим идеей убить его. Лютор манипулирует несколькими событиями в «Бэтмене против Супермена», включая сражение в Найроми и последующую взрыв Капитолия США, чтобы очернить общественный имидж Супермена. Он также находит способы натравить Супермена и Бэтмена друг на друга, используя ярость и последующие сомнительные действия Бэтмена, чтобы Супермен обозлился на первого, и манипулирует членами Сената США, чтобы получить доступ к криптонскому разведывательному кораблю, оставшемуся после битвы за Метрополис. В конце концов он склоняет Супермена и Бэтмена к битве друг с другом насмерть после похищения Марты Кент, но Супермен и Лоис Лейн убеждают Бэтмена объединить с ними усилия против Лютора, прежде чем Бэтмен сможет убить Супермена. Когда этот план сорвался, Лютор выпустил на волю криптонское уродливое существо, которое он создал из тела Зода и корабля-разведчика, в результате чего Супермен отдал свою жизнь, чтобы убить его. Затем Лютора арестовывают и отправляют в лечебницу Аркхем, но он злорадствует по поводу смерти Супермена, в результате чего на Землю прибудут силы Апоколипса. Позже ему удаётся сбежать из Аркхема и связаться с Детстроуком в конце «Лиги справедливости» и её режиссёрской версии.
Эта версия Лекса Лютора заметно отличается от версий из комиксов, а также от образа Джина Хэкмена в серии фильмов о Супермене 1978-87 годов выпуска. Он также охарактеризован как мизотеист, ненавидящий Бога и других богоподобных существ, таких как Супермен, поскольку он считает, что боги не смогли защитить его от жестокого обращения со стороны его отца. Айзенберг постарался отличить свой взгляд на этого персонажа от взгляда Хэкмена и Кевина Спейси, а также заявил, что его персонаж рассматривает Супермена как реальную угрозу человечеству, а не просто как кого-то, кого нужно уничтожить. Некоторые критики обратили внимание на сходство между исполнением Айзенбергом роли Лютора и его образом основателя Facebook Марка Цукерберга в «Социальной сети».

### Орм Мариус
Царь Орм Мариус (актёр — Патрик Уилсон) — второй сын царицы Атланны и сводный брат Артура Карри по материнской линии. Орм стремится стать Повелителем Океанов, объединив Семь царств атлантов, и презирает надводный мир за загрязнение морей, стремясь в отместку уничтожить человечество. Он также ненавидит Артура за его смешанное происхождение и незаконнорождённость, обвиняя его в изгнании их матери, и, подобно генералу Зоду, придерживается догматического и идеализированного взгляда на свой народ, в то же время будучи в основном безжалостным к тем, кого считает врагами. Заняв трон Атлантиды к моменту событий «Лиги справедливости Зака Снайдера» и «Аквамена», Орм, по словам Нуйдиса Вулко и Меры, является упрямцем, который решил направить все ресурсы на ведение войны с надводным миром вместо того, чтобы охранять Материнский куб Атлантиды, что косвенно привело к её захвату Степным Волком.
Наняв Джесси и Дэвида Кейнов для захвата подводной лодки и инсценировки нападения на Атлантиду, Артур срывает атаку и топит подводную лодку. Позже Орм сталкивается с Артуром, когда тот пробирается в Атлантиду вместе с Мерой и Вулко, предлагая ему уйти навсегда, но Артур вступает с ним в поединок. Орм чуть не убивает Артура, пока не вмешивается Мера и не сбегает вместе с ним. После этого он даёт Дэвиду снаряжение Чёрной Манты, чтобы выследить Артура, и убеждает четыре царства присоединиться к его режиму с помощью грубой силы и обмана, но в конечном счёте Артур одерживает над ним верх и свергает его с престола, когда находит Трезубец Атлана. Артур сохранил Орму жизнь, несмотря на то, что тот уговаривал своего брата прикончить его, но как только Атланна появилась перед ним живой, Орм принял наказание и был арестован, начав думать о примирении с Артуром.
Ранее Уилсон исполнял роль Дэна Драйберга / Ночной совы II в фильме 2009 года «Хранители» и озвучил президента США в фильме «Бэтмен против Супермена: На заре справедливости», что делает «Аквамена» его третьим появлением в фильмах по комиксам DC Comics. Орм в сиквеле «Аквамен и потерянное царство» был представлен как более сочувственный и искупительный персонаж, при этом президент DC Films Уолтер Хамада описал фильм как «комедию про двух приятелей» между Артуром и Ормом.

### Доктор Изабель Мару / Доктор Яд
Доктор Изабель Мару (актриса — Елена Анайя) — испанский химик, нанятая генералом Людендорфом для создания более смертоносного варианта иприта на основе водорода, а также для создания эликсиров, повышающих силу. Из-за жестокого характера Мару Союзники дали ей прозвище Доктор Яд, а немцы — «ведьма» Людендорфа. Она носит керамическую маску, скрывающая её изуродованную щеку. Проникая на базу Центральных держав, Стив Тревор воочию убеждается в смертоносности экспериментов Мару и крадёт записную книжку с её формулами, тайно передавая её Британскому военному совету после того, как он сбежал и столкнулся с Дианой и амазонками. Позже Стив пытается соблазнить Мару на гала-концерте Людендорфа, чтобы узнать больше её секретов, но его попытка проваливается, когда Мару замечает, что он смотрит за Дианой, также присутствующей на мероприятии. Арес позже уговаривает Диану убить Мару после уничтожения немецкой базы, но Диана щадит её и позволяет бежать из милосердия, вместо этого сосредоточившись на победе над Аресом.
Изабель Мару в образе Доктора Яда является первым появлением персонажа в игровом кино, хотя в фильме «Чудо-женщина» Доктор Яд и другие персонажи мира Чудо-женщины перенесены из времён Второй мировой войны во времена Первой.

### Барбара Минерва / Гепарда
Барбара Энн Минерва (актриса — Кристен Уиг) — коллега Дианы Принс по Смитсоновскому институту, которая очень завидует Диане и постоянно подвергается унижениям со стороны своего босса. Диана и Барбара помогают ФБР найти Камень грёз, и Барбара желает стать похожей на Диану, а позже желает стать «высшей хищницей», непреднамеренно приобретая тело и сверхспособности, подобные гепарду. Она использует свои новообретённые способности, чтобы сразиться с Чудо-женщиной и вступить в сговор с Максом Лордом, но Чудо-женщина позже побеждает её, восстановив свои силы в полном объёме и найдя броню Астерии.

### Джун Мун / Чародейка и Инкубус
Чародейка — ведьма, которая вселяется в археолога Джун Мун (актриса — Кара Делевинь), когда Мун сталкивается с тотемным столбом, в котором находится ведьма. Ведьма овладевает Джун только тогда, когда она произносит её имя. Аманда Уоллер выбирает её для участия в программе «Отряд Икс», но в итоге она сбегает, тайно крадёт своё сердце у Уоллер и освобождает своего брата Инкубуса (актёр — Ален Шануан), который затем вселяется в неназванного мужчину. Вместе с ним Чародейка пытается использовать свою магию для создания супероружия, чтобы завоевать мир, но собирают «Отряд Икс», чтобы победить её. Во время противостояния Чародейка пытается переманить на свою на «Отряд Икс», предоставляя им то, чего они больше всего желают. В то время как Харли Квинн хочет воссоединиться с Джокером после его очевидной смерти, Эль Диабло видит сквозь иллюзию и освобождается от неё, жертвуя собой, чтобы уничтожить Инкубуса. Бомба, заложенная Убийцей Кроком в машину, которую Чародейка намеревалась использовать для порабощения Земли, уничтожает машину. Затем Рик Флаг сминает сердце Чародейки, убивая её и освобождая Джун, с которой у него были отношения.
Режиссёр «Отряда самоубийц» Дэвид Эйер рассказал, что Чародейка изначально была второстепенным злодеем в фильме и находилась под контролем Степного Волка через Материнский куб, но этот элемент сюжета был удалён во время подготовки к съёмкам. Затем Степной Волк был заменён на Инкубуса в качестве второстепенного злодея, а Чародейка стала основным антагонистом. Эйер также рассказал, что его режиссёрская версия фильма, которая ещё не вышла в прокат, рассказывает больше об отношениях Джун Мун и Рика Флага, в дополнение к тому, что Чародейка захватывает контроль над Катаной и настраивает её против отряда.

### Роман Сайонис / Чёрная Маска
Роман Сайонис / Чёрная Маска (актёр — Юэн Макгрегор) — безжалостный и богатый криминальный авторитет Готэм-Сити, владелец «Клуба Чёрная Маска». Сайонис железной рукой правит криминальной империей Готэма. Он становится врагом Харли Квинн, Кассандры Кейн и «Хищных птиц».
О ранней жизни Романа известно не так уж много, за исключением того, что он происходил из богатой семьи Сайонисов, чьё имя красуется на «примерно половине школ и больниц Готэма». Хотя сам Роман утверждал, что он не был рождён в привилегированной семье и должен был зарабатывать всем, что у него есть, тот факт, что его семья была отрезана от него из-за чрезмерных расходов и плохого делового чутья, говорит о том, что Роман, вероятно, не самый беспристрастный рассказчик о своей собственной жизни. По меньшей мере за 15 лет до событий «Хищных птиц» он познакомился с Виктором Засом и профинансировал приход к власти криминального авторитета Стефано Галанте, что привело к убийству всей семьи Бертинелли (за исключением Хелены Бертинелли, которой удалось сбежать). С тех пор Роман строит свою криминальную империю в Ист-Энде Готэма, объединяя преступные семьи и оберегая тех, кто находится под его влиянием, от тюрьмы.
Сайонис, которого называют абсолютным нарциссом и психопатом-убийцей, также очень амбициозен, властолюбив, садистичен и эмоционально неустойчив. Он также в высшей степени женоненавистник и, похоже, рассматривает женщин в основном как объекты для своего использования и развлечения. Он упивается насилием и легко может выйти из себя, когда что-то идёт не так, как ему хочется. Тем не менее, он, по-видимому, заботится как о своей правой руке и лучшем друге Викторе Засе, так и о своём новом водителе-телохранителе Дине Лэнс, к которой он, похоже, испытывает некоторое влечение. Тем не менее, в конечном счёте он является безжалостным и хаотично злобным психопатом, проявляющим признаки невыразимой порочности.
После ожесточённой схватки между его головорезами и «Хищными птицами» во время погони за бриллиантом Бертинелли, на Пирсе Основателей всё изменилось, и в финальной схватке Чёрная Маска встретился со своим противником. Пока Квинн сражается с ним, Кассандра Кейн бросает в него гранату. Затем Квинн сбрасывает его с пирса, когда граната взрывается и убивает его, тем самым положив конец империи Романа и его правлению в Готэм-Сити.

### Доктор Таддеус Сивана
Доктор Таддеус Сивана (актёр — Марк Стронг) — учёный-исследователь, работающий в «Sivana Industries», но члены его семьи часто его осуждают. В детстве Сивану вызвал волшебник Шазам, который искал преемника, но он отказал Сиване, так как он легко поддался искушению Семи Смертных грехов. Стремясь отомстить, Сивана посвящает свои годы исследованию того, как вернуться к Скале Вечности, и, наконец, делает это, забирает Око Греха, освобождает Грехи и одолевает Шазама. Доктор Сивана получает власть над Грехами, убивая совет директоров «Sivana Industries», включая своего отца и брата, за то, что они не допускали его в совет директоров и постоянно унижали его. Он находит Билли Бэтсона, который стал преемником Шазама, и требует у него отдать ему его способности. Билли сражается с Сиваной после того, как он похищает его приёмных братьев и сестёр, и Сивана почти шантажом заставляют его передать ему свои способности, но вместо этого Билли делится своими способностями со своими братьями и сёстрами, позволяя им победить Сивану после того, как он отделил его от Грехов.

### Огги Смит / Белый Дракон
Огаст Рэнсом «Огги» Смит / Белый Дракон (актёр — Роберт Патрик) — лидер Арийской империи, печально известной организации сторонников превосходства белой расы, и жестокий отец Кристофера Смита / Миротворца. Огги — известный суперзлодей, который владеет доспехами, способными летать и стрелять энергетическими разрядами, которые он сам сконструировал. Огги воспитывал Кристофера и его брата Кита как наёмных убийц, а также заставлял их драться друг с другом во время петушиных боёв. Во время одного из таких боёв Миротворец непреднамеренно вызвал у Кита смертельный припадок. Этот инцидент привёл к тому, что у Огги появилась глубокая ненависть к Крису, которая ещё больше усилилась из-за его бисексуальности и неприятия расистских идеалов Огги. Хотя Огги продолжал жестоко обращаться со своим сыном, даже когда тот достиг совершеннолетия, он по-прежнему помогал ему в его линчевательской деятельности, снабжая его снаряжением.
После того, как Джон Экономос повесил на него гибель Энни Стёрпхаузен от рук Криса, Огги арестовывают и заключают в окружную тюрьму. После того, как Огги в отместку угрожает разоблачить проект «Бабочка», в тюрьму отправляют Линчевателя, чтобы убить его. Огги выживает и становится убеждённым, что его сын пытается убить его. Детектив Софи Сонг освобождает Огги, и он немедленно собирает своих сторонников и надевает броню, чтобы убить Криса. Выслеживая своего сына с помощью программы GPS-слежения, установленной в его шлемах, он заставляет Арийскую империю напасть на Миротворца, Экономоса и Линчевателя. Однако Экономос убивает последователей Огги, а Линчеватель серьёзно повреждает его броню, оставляя Огги беспомощным. Миротворец в ярости избивает Огги и стреляет ему в голову, когда тот снова насмехается над ним.

### Старро
Старро Завоеватель — инопланетное существо, похожее на морскую звезду, которое становится больше с каждым существом, над которым оно получает контроль. Инопланетянин был обнаружен астронавтами НАСА за 30 лет до событий «Отряда самоубийц: Миссия навылет», затем схвачен и подвергнут экспериментам в Йотунхейме. В наши дни Аманда Уоллер отправляет Отряд самоубийц уничтожить Йотунхейм до того, как режим Луны/Суареса превратит Старро в оружие и роль Америки в экспериментах будет раскрыта. Старро сбегает из-за преждевремённых взрывов бомб, затем порабощает многих граждан Корто-Мальтезе, включая Суареса, и начинает устраивать беспорядок вокруг. Хотя Уоллер приказывает отряду покинуть остров, они решают сразиться со Старро, чтобы защитить жителей острова. Теперь уже колоссального инопланетянина уничтожают совместными усилиями Бладспорта, Харли Квинн, Короля Акул, Человека-в-горошек и Крысолова-2, последняя из которых призывает крыс острова загрызть Старро до смерти. В свои последние минуты Старро (устами Суареса) сетует, что изначально не хотел никому причинять вреда и довольствовался парением в космосе, но стал мстительным только в ответ на пытки, которым его подвергли.

### Степной Волк
Степной Волк (актёр — Киаран Хайндс) — Новый Бог и генерал с планеты Апоколипс, работающий под началом Дарксайда. Впервые появившись в расширенной версии «Бэтмена против Супермена: На заре справедливости» (2016) в виде голограммы, которую Лекс Лютор рассматривает на криптонском разведывательном корабле, Степной Волк появляется в обеих версиях «Лиги справедливости» в качестве главного антагониста, возглавляющего армию парадемонов, и он стремится устроить вторжение на Землю и уничтожить всё живое на планете. В обеих версиях «Лиги справедливости» Степной Волк ищет три Материнских куба, чтобы осуществить уничтожение Земли, и новообразованная Лига Справедливости поначалу оказывается не в состоянии противостоять ему и его силам, но им удаётся победить его с помощью воскресшего Супермена.
Персонаж Степного Волка первоначально появился в 1972 году как Новый Бог, связанный с Дарксайдом и Апоколипсом, в New Gods #7, и традиционно является повторяющимся злодеем против Супермена и Лиги справедливости. До своего включения в Расширенную вселенную DC Степной Волк ненадолго появился в нескольких работах Анимационной вселенной DC, таких как мультсериалы «Супермен» и «Лига справедливости», а позже в других мультсериалах, таких как «Бэтмен: Отважный и смелый» и «Лига справедливости: Экшн».
Режиссёр «Отряда самоубийц» Дэвид Эйер рассказал, что Чародейка изначально была второстепенным злодеем в фильме и находилась под контролем Степного Волка через Материнский куб, но этот элемент сюжета был удалён во время подготовки к производству, из-за переписывания «Лиги справедливости», в которой изначально главным злодеем был Дарксайд. Затем Степной Волк был переведён в «Лигу справедливости» и заменён братом Чародейки Инкубом в «Отряде самоубийц», а Чародейка стала главным антагонистом.
Из-за обширных переделок фильма компанией Warner Bros., существуют многочисленные различия в характеризации Степного Волка и его сюжетной линии в кинотеатральной и режиссёрской версиях. Дизайн и мотивы Степного Волка в кинотеатральной версии были подвергнуты резкой критике как нелепые и чрезмерно упрощённые, в то время как режиссёрская версия даёт ему более внушительный и зловещий вид, а также заставляет его меньше говорить и позволяет его действиям говорить самим за себя. В кинотеатральной версии он занимает место Дарксайда во время первого вторжения на Землю сил Апоколипса, в то время как режиссёрская версия рассказывает дальнейшую предысторию персонажа, когда он безуспешно пытался предать Дарксайда и теперь пытается вернуть его благосклонность, уничтожив 150 000 миров, в том числе пытаясь завершить уничтожение Земли, и обнаруживает наличие Уравнения Анти-Жизни. Кроме того, его поражение было изменено; в кинотеатральной версии Степной Волк поддаётся страху после того, как Супермен и Чудо-женщина уничтожают его топор, отступая и, предположительно, будучи поглощённым своими собственными парадемонами, в то время как в «Версии Снайдера» его побеждает Супермен, закалывает Аквамен и обезглавливает Чудо-женщина, а его голова и тело перебрасываются на Апоколипс через стреловую трубу и приземляются у ног Дарксайда.
Ирландский актёр Киаран Хайндс получил роль Степного Волка в «Лиге справедливости», где он озвучил его и сыграл его с помощью захвата движения. Он обратился за советом к коллеге-актёру Лиаму Нисону (который проделал аналогичную работу по захвату движения в фильме «Голос монстра») по поводу своего выступления. Хайндс описал своего персонажа как «старого, усталого» и пытающегося вырваться из собственного рабства у Дарксайда. Оригинальный образ персонажа был восстановлен в режиссёрской версии фильма.
Изображение Степного Волка в театральной версии «Лиги справедливости» было высмеяно как критиками, так и фанатами, а Screen Rant описал это исполнение как «типичное», «забываемое» и слишком «семейное», заявив, что он слишком похож на Таноса из Кинематографической вселенной Marvel. Его CGI-дизайн также был плохо воспринят, что частично было связано с переработкой персонажа, которую продвигали на поздних стадиях производства. Сообщалось, что Хайндс также выразил недовольство театральной версией, которая урезала большую часть развития и индивидуальности его персонажа. Тем не менее, изображение Степного Волка в режиссёрской версии было гораздо более тепло встречено поклонниками и критиками, с похвалой, направленной на его чудовищный и инопланетный дизайн, его более угрожающее и зловещее присутствие, а также его больший уровень глубины и развития персонажа в отличие от его кинотеатрального аналога. В частности, Comic Book Resources отметили, что эта последняя версия персонажа была более правдоподобной как реальная угроза для главных героев.
Сэм Адамс из Slate.com сравнил обе версии персонажа в анализе «Лиги справедливости Зака Снайдера», отметив разные образы Степного Волка как одно из ключевых различий между театральной и режиссёрской версиями. Адамс назвал версию Уидона «более остроумной и жуткой», сравнив персонажа с «косплеем Майка Пенса» и раскритиковав его доспехи, которые он сравнил с типичным средневековым одеянием. Он похвалил версию Снайдера за «поистине звёздную» броню и более устрашающее поведение, но также назвал его более «жалким» из-за его отчаяния вернуть расположение Дарксайда.

### Фаора-Ул
Замкомандира Фаора-Ул (актриса — Антье Трауэ) — заместитель Зода. Как и Зод, она была приговорена вместе с ним и его последователями к заключению в Фантомной Зоне после того, как их переворот был сорван. Фаора изображена как высококвалифицированная, но склонная к садизму воительница, презирающий своих врагов и чрезмерно уверенная в своих догматических убеждениях, хотя она очень патриотична по отношению к своему родному миру Криптона, выражая глубокую скорбь, когда видит его руины после освобождения из Фантомной Зоны.
Фаора приземляется на Землю, чтобы взять Кал-Эла в плен, когда войска Зода высаживаются на Землю, хотя она также требует, чтобы Лоис Лейн сопровождала их. Она и ещё один криптонский солдат сражаются с Суперменом на поверхности, когда он сбегает с их корабля, и Супермен едва не побеждает её, когда он ломает её шлем, подвергая её воздействию земной атмосферы и временно ослабляя её. Хотя она не выражает никаких эмоций, уничтожая нескольких солдат армии США, она испытывает некоторое уважение к полковнику Харди, когда он противостоит ей, считая его достойным противником. Фаору посылают сбить транспортный самолёт Харди, когда он вместе с другими истребителями атакует «Чёрный Ноль», устраивая засаду кораблю, когда тот приближается к кораблю-носителю. Однако Харди, приближаясь к кабине пилотов, врезает самолёт в «Чёрный Ноль», вызывая взрыв, который навсегда отправляет Фаору и остальных солдат Зода обратно в Фантомную Зону.
Готовясь к роли Фаоры, Трауэ прошла интенсивную четырёхмесячную программу тренировок и соблюдала диету. Галь Гадот, которая позже получила роль Дианы Принс / Чудо-женщины в фильме «Бэтмен против Супермена», рассказала, что ранее ей предлагали роль Фаоры, но она отказалась из-за беременности.

## Второстепенные персонажи

### Леота Адебайо
Леота Адебайо (актриса — Даниэль Брукс) — дочь Аманды Уоллер и участница проекта «Бабочка». После того, как её уволили с работы в приюте для животных, Уоллер убедила её устроиться на работу в проект «Бабочка», чтобы прокормить себя и свою жену Кию. Адебайо — добросердечная и умная женщина, хотя и наивная по отношению к реалиям секретных операций. Она заводит дружбу с Миротворцем, так как она узнаёт в нём его опыт жизни с жестоким родителем и осознаёт его уязвимость.

### Генри и Нора Аллен
Генри Аллен (актёры — Билли Крудап; затем — Рон Ливингстон) — отец Барри. Будучи несправедливо обвинённым и заключённым в тюрьму за убийство своей жены и матери Барри, Норы Аллен (актриса — Марибель Верду), Генри смирился со своей судьбой, попросив Барри перестать навещать его в тюрьме и продолжать жить своей жизнью, несмотря на то, что Барри получил степень в области уголовного правосудия, чтобы работать в правоохранительных органах и однажды доказать невиновность своего отца.

### Антея
Антея (актриса — Рэйчел Зеглер), известная на Земле как Энн — третья дочь Атласа и младшая сестра Гесперы и Калипсо. Спустя тысячелетия после смерти Атласа Антея и её сестры пытались вернуть силу своему отцу у Семьи Шазамов и восстановить своё родное царство, используя Золотое яблоко со священного дерева Геры, в то время как Калипсо также намеревалась преобразовать Землю с помощью волшебного посоха Шазама. Когда Антея и Геспера воспротивились, Калипсо смертельно ранит Гесперу и лишает Антею силы, прежде чем посадить Яблоко и напасть на Филадельфию со своей армией мифических существ. После поражения Калипсо и самопожертвования Билли, Антея отправиляется с Семьёй Шазамом на гору Олимп, чтобы похоронить Бэтсона, но появляется Чудо-женщина и восстанавливает силу Посоха Богов, оживляя Билли и возвращая силы Антее. Затем Антея решает остаться на Земле с Фредди и узнать больше о человечестве.

### Антиопа
Генерал Антиопа (актёр — Робин Райт) — сестра и правая рука Ипполиты и глава вооружённых сил Фемискиры, будучи самой известной воительницей. В отличие от своей сестры, Антиопа считает, что Диане следует рассказать правду о её происхождении и научить сражаться, что Ипполита неохотно разрешает, хоть и не рассказывает Диане о её истинном происхождении. После тысячелетий ожесточённых тренировок Диана, под руководством Антиопы, становится очень искусным воином, даже превосходящим её по мастерству. После того, как немцы вторгаются на Фемискиру во время Первой мировой войны, Антиопа получает пулю за Диану, призывая свою племянницу начать действовать перед смертью. Это приводит к тому, что Диана и Стив тайком покидают остров, чтобы попытаться остановить войну, и хотя их ловят, Ипполита отпускает их, подарив Диане тиару Антиопы на память. Антиопа появляется во флэшбэке в обеих версиях «Лиги справедливости», где она ведёт амазонок в бой вместе со своей сестрой, людьми, атлантами, Зевсом, Аресом и Артемидой против сил Апоколипса, а также ненадолго появляется во флэшбэке фильма «Чудо-женщина 1984».
Режиссёр Пэтти Дженкинс сказала о кастинге Райт: «Для Антиопы мне нужна была кто-то, кто, кажется, держит себя в руках и не слишком агрессивна, но при этом по-настоящему крута». Продюсер Чарльз Ровен называет персонажа «величайшим воином всех времён».

### Атланна
Царица Атланна (актриса — Николь Кидман) — царица Атлантиды в изгнании, возлюбленная Томаса Карри и мать Артура Карри и Орма Мариуса. Первоначально будучи наследницей трона Атлантиды, Атланна бежит, чтобы избежать своего брака с Орваксом по договорённости, и Томас спасает её, после чего они влюбляются друг в друга и зачинают Артура. Однако после того, как ударный отряд солдат Атлантиды попытался вернуть её обратно в Атлантиду, Атланна добровольно возвращается, чтобы защитить Томаса и Артура, пообещав однажды вернуться к ним. Она вступает в брак и зачинает Орма, а также усыновляет Меру и воспитывает её во время войн Ксебела, но после того, как Орвакс узнаёт о существовании Артура (и производит на свет наследника, чтобы обеспечить свои права на трон (поскольку он был царём только потому, что женился на Атланне, наследнице) и положить начало собственной королевской династии), он приговаривает Атланну к ссылке во Впадину.
Несмотря на то, что Атланна считалась мёртвой, она выживала во Впадине в течение 20 лет, прежде чем Артур и Мера обнаружили её там. Артуру, как истинному царю Атлантиды, удаётся найти Трезубец Атлана и завладеть им, что позволяет троице вернуться на поверхность. Атланна появляется перед Ормом после того, как он просит Артура убить его после их поединка за трон, убеждая Орма смириться со своим заключением. Она воссоединяется с Томасом в конце фильма, когда Артур вступает на трон. Режиссёр Джеймс Ван убедил Кидман согласиться взять эту роль.

### Хелена Бертинелли / Охотница
Хелена Бертинелли (актриса — Мэри Элизабет Уинстед) — молодая итало-американская наёмная убийца, действующая в Готэм-Сити, и последний оставшийся в живых член преступной семьи Бертинелли. Когда она была ребёнком, её родители Франко и Мария, а также младший брат Пино вместе со всеми их родственниками были убиты конкурирующим гангстером Стефано Галанте и его командой в ходе бандитской разборки, которая стала известна как «резня Бертинелли». В то время она не знала, что нападение было санкционировано Романом Сайонисом.
Хелене удалось выжить, поскольку её мать и брат защищали её от выстрелов. После того, как всё закончилось, один из охранников дона Галанте заметил, что Хелена выжила, и сжалился над ней. Он тайно вывез её из США и спрятал на Сицилии, в Италии, где она жила с его братом и отцом. Со временем семья охранника научила Хелену драться и защищать себя.
Годы спустя она возвращается в Готэм, США, где становится наёмной убийцей с арбалетом по прозвищу Охотница и клянётся наказать дона Галанте и всех остальных за убийство всей её семьи.

### Мэри Бромфилд
Мэри Бромфилд (актриса — Грейс Фултон) — старшая из приёмных детей Васкесов и выступает в роли их «матери». Несмотря на то, что в юном возрасте она несколько раз убегала из дома Васкесов, она начинает любить их как свою новую семью и даже выражает грусть при мысли о том, что ей придётся уехать учиться в колледж. Билли защищает её от снегоочистителя в своём супергеройском образе Шазама, и Мэри позже узнаёт, что он супергерой, с помощью своей приёмной сестры Дарлы. Приёмные дети мешают доктору Сиване лишить Билли сверхспособностей, и позже Билли наделяет их способностями, чтобы победить Сивану, после чего они становятся семьёй и создают новое логово на Скале Вечности. Мишель Борт исполнила роль Мэри в её взрослой супергеройской форме в «Шазаме!», в то время как Фултон исполняла её роль как в привычном облике, так и в супергеройской форме в фильме «Шазам! Ярость богов».

### Нуйдис Вулко
Нуидис Вулко (актёр — Уиллем Дефо) — доверенный телохранитель царицы Атланны и наставник Артура. Хотя позже он становится правой рукой царя Орма Мариуса, Вулко тайно обучает Артура после изгнания Атланны во Впадину, полагая, что Артур является законным наследником трона Атлантиды, однако Артур убегает и начинает ненавидеть атлантов после того, как Вулко раскрывает ему правду о приговоре Атланны и её предполагаемой смерти. Вулко отдаёт Артуру трезубец его матери в «Лиге справедливости Зака Снайдера», когда Степной Волк охотится за Материнским кубом атлантов, что побуждает его защищать устройство, когда Орм отказывается выделять дополнительные ресурсы для его охраны. Позже он оказывает помощь Артуру после поражения Степного Волка, несмотря на то, что он создаёт впечатление, что даёт советы Орму, однако его арестовывают, когда Орм выясняет, кому на самом деле предан Вулко. После того, как Мера освобождает его, Вулко лично арестовывает Орма, после того как Артур побеждает последнего в борьбе за корону. Выясняется, что Вулко умер до событий фильма «Аквамен и потерянное царство», скончавшись от чумы, вызванной экстремальными климатическими условиями.
Появление Вулко в кинотеатральной версии «Лиги справедливости» было вырезано, но оно было восстановлено в режиссёрской версии.

### Гай Гривз / Мыслитель
Гай Гривз (актёр — Питер Капальди) — безумный учёный из Корто-Мальтезе, который в течение 30 лет руководил проектом «Морская звезда». Позже он присоединяется к новому режиму, возглавляемому генералом-президентом Сильвио Луной и генералом-мэром Матео Суаресом, поскольку он является единственным человеком, способным контролировать Старро, поскольку новый режим стремится вооружить пришельца против крупных сверхдержав, таких как Россия, США и Китай.
За 30 лет до событий «Отряда самоубийц» Гривза наняли руководить проектом «Морская звезда» после того, как правительство Корто-Мальтезе согласилось доставить проект «Морская звезда» на остров с американской космической станции. «Отряд Икс» захватывает его, чтобы проникнуть в Йотунхейм, где содержится Старро, а заключённые используются в качестве подопытных. Позже Гривз рассказывает Клео Казо и Рику Флагу, что команда была отправлена в Корто-Мальтезе, чтобы уничтожить любые доказательства причастности правительства США к проекту. После того, как взрывчатка, заложенная отрядом, сработала преждевременно, здание начало рушиться, освобождая Старро, который схватил Гривза и разорвал его на части.

### Дарла Дадли
Дарла Дадли (актриса — Фейт Херман) — младшая из приёмных детей Васкесов. Дарла — добродушный и энергичный ребёнок, которая безоговорочно любит свою приёмную семью и легко принимает Билли, когда он переезжает к ней. Она узнаёт, что Билли — супергерой Шазам, когда однажды поздно вечером она замечает, как он и Фредди возвращаются домой. Когда Билли добровольно соглашается передать свои сверхспособности доктору Сиване в обмен на безопасность своей семьи, Дарла ведёт приёмных детей к Скале Вечности, чтобы помешать действиям Сиваны. После того, как они сбегают и им угрожает Сивана, Билли наделяет Дарлу, Фредди, Мэри и других детей своими способностями, позволяя им победить Сивану. Меган Гуд изображает супергеройскую форму Дарлы, которая часто использует свою сверхскорость так же, как Барри Аллен / Флэш.

### Уэйлон Джонс / Убийца Крок
Уэйлон Джонс (актёр — Адевале Акиннуойе-Агбадже) — метачеловек-каннибал из Готэм-Сити, страдающий редким кожным заболеванием и генетически регрессивным атавизмом, из-за которого его кожа становится серой и чешуйчатой (напоминающей крокодилью), за что он получил прозвище Убийца Крок.

### Ипполита
Ипполита (актриса — Конни Нильсен) — бессмертная амазонка, королева Фемискиры и мать Дианы. Она чрезмерно опекает свою дочь, которая стремится стать одной из воительниц амазонок, говоря ей, что она была «вылеплена из глины и наделена жизнью Зевсом», хотя на самом деле Зевс является биологическим отцом Дианы, и, таким образом, Диана — «Убийца богов», оставленная Старым Богом. Несмотря на то, что Ипполита стремится обезопасить Диану, она неохотно просит, чтобы её дочь тренировали усерднее, чем любую другую амазонку, после того как её сестра Антиопа убеждает её в этом. Ипполита допрашивает Стива Тревора после того, как его застукали с Дианой, и непреднамеренно приводит немцев к Фемискире, где многие амазонки погибают в бою.
Королева показана как способная воительница и командир в обеих версиях «Лиги справедливости» как во флэшбеках, так и в настоящее время. Она ведёт амазонок в бой вместе с Антиопой против сил Апоколипса во время его первого вторжения на Землю, и в наши дни она оказывает упорное сопротивление Степному Волку, хотя он и побеждает амазонок, забирая Материнский куб, охраняемый на Фемискире. Затем она делает предупредительный выстрел в святилище амазонок, чтобы сообщить своей дочери о новом вторжении.

### Клео Казо / Крысолов 2
Клео Казо (актриса — Даниэла Мелшиор) — португальская иммигрантка, взявшая на себя роль своего покойного отца в качестве Крысолова, истребителя грызунов, ставшего бродячим мстителем. Она использует технологию своего отца, которая позволяет ей общаться с крысами и управлять ими, при этом она держит крысу по имени Себастьян (озвучка — Ди Брэдли Бейкер) в качестве питомца. После того, как Клео переезжает в США, она стремится воплотить в жизнь «американскую мечту», но в итоге идёт по стопам своего отца, нарекая себя Крысоловом 2, и грабит банки, пока её не арестовывают в Готэм-Сити и не заключают в тюрьму Белль-Рив. Затем её вербуют во второй Отряд самоубийц, отправляемый на Корто-Мальтезе, где она помогает команде выполнить задание по уничтожению тюрьмы/лабораторного комплекса Йотунхейм и обезвредить Старро. Клео наносит смертельный удар инопланетянину, поскольку ей удаётся призвать всю популяцию крыс на острове, чтобы они загрызли Старро до смерти, после того как Харли Квинн проделала дыру в его глазу.
Несмотря на своё непростое прошлое, Клео обладает жизнерадостным характером и большим сердцем, она дружелюбна к своим коллегам, у неё сложились тесные отношения с Бладспортом и, в частности, с Королём Акул. Она является первым женским воплощением Крысолова и оригинальным персонажем, созданным для «Отряда самоубийц: Миссия навылет», которую Джеймс Ганн описал как «сердце фильма».

### Томас Карри
Томас Карри (актёр — Темуэра Моррисон) — отец Артура Карри и возлюбленный царицы Атланны. Томас, смотритель маяка в штате Мэн, спасает Атланну с берега и ухаживает за ней, пока она не поправляется, и в конце концов они влюбляются друг в друга и зачинают Артура. После того, как солдаты Атлантиды пытаются похитить Атланну, она отбивается от них, но оставляет Томаса и Артура, обещая однажды вернуться. Томас каждое утро посещает пирс, безуспешно ожидая возвращения Атланны, но в конце концов воссоединяется с ней после того, как Артур и Мера спасают её из Впадины. Томас изображён как человек с более высокой переносимостью алкоголя, чем его сын, несмотря на то, что Артур наполовину атлант по происхождению.
Моррисон рассказал, что Джейсон Момоа настаивал на том, чтобы его взяли на роль Томаса Карри, тем более что он снялся в одном из любимых фильмов Момоа из детства, «Когда-то они были воинами».

### Кассандра Кейн
Кассандра Кейн (актриса — Элла Джей Баско) — молодая воровка из Готэм-Сити, за которой охотится Чёрная Маска после кражи бриллианта Бертинелли у его правой руки Виктора Заса.

### Джонатан и Марта Кенты
Джонатан (актёр — Кевин Костнер) и Марта Кент (актриса — Дайан Лейн) — приёмные родители Кларка Кента на Земле. Они фермеры из Смолвиля, Канзас, которые обнаруживают Кал-Эла на его корабле вскоре после прибытия на Землю. И Джонатан, и Марта — любящие родители, заботящиеся о Кларке как о своём собственном сыне, несмотря на его сверхчеловеческие способности и внеземное происхождение, которые приводят к изоляции от одноклассников и формируют его нравственность. Джонатан считает, что Кларк был послан на Землю не просто так, но призывает своего приёмного сына скрывать свои способности до подходящего момента. В конце концов он погибает в торнадо после того, как он направлял оказавшихся в ловушке автомобилистов в безопасное место и спасал семейную собаку, отказываясь быть спасённым Кларком, чтобы сохранить тайну своего сына, что является отступлением от комиксов и предыдущих экранизаций, в которых он умирает от сердечного приступа.
Марта сохраняет оптимизм, несмотря на то, что они с Джонатаном не могут иметь биологических детей, и несмотря на смерть её мужа. После того, как Кларк путешествует по миру, чтобы найти себя после смерти Джонатана, он навещает Марту в Смолвиле после того, как он узнал о своих корнях. Их воссоединение длится недолго, так как войска генерала Зода прибывают на Землю, и они направляются на ферму Кентов, требуя от Марты сказать им, где находится космический корабль Кларка, на что она отвечает отказом. Кларк приходит на помощь своей матери и нападает на Зода, когда тот угрожает её жизни, хотя её дом получает повреждения. Марта продолжает быть доверенным лицом Кларка, когда он переезжает в Метрополис, чтобы устроиться на работу журналистом в «Daily Planet», и начинает больше выступать в роли Супермена. Её похищает Лекс Лютор, который заставляет Супермена убить Бэтмена в обмен на её жизнь, но Лоис Лейн позволяет двум супергероям прийти к взаимопониманию и объединиться, и Бэтмен спасает Марту. Она опустошена, когда Кларк погибает, сражаясь с Думсдэем в качестве Супермена, и делится своим горем с Лоис. К моменту событий «Лиги справедливости» банк конфискует дом Марты, и она вынуждена съехать. Она воссоединяется со своим сыном после того, как Лига Справедливости воскрешает его, а Брюсу Уэйну удаётся выкупить её дом у банка после того, как команда, включая Супермена, побеждает силы Апоколипса.
В то время как выступления Костнера и Лейн получили высокую оценку, характеризация Джонатана Кента и его действия в «Человеке из стали» вызвали споры, хотя Адам Озимек из «Forbes» пишет, что Джонатан придерживался расчётливого, утилитарного мышления, пытаясь замаскировать способности Кларка, что отличается от большинства кинематографических стереотипов.

### Дженни Корд
Дженни Корд (актриса — Бруна Маркезини) — дочь второго Синего Жука, Теда Корда, и нынешний гендиректор «Kord Industries». После исчезновения своего отца Корд вступила в конфликт со своей тётей Викторией Корд из-за желания заполучить жука Хаджи-Да, которого она отдала Хайме Рейесу, который выбрал его, поэтому Корд, Хайме и Руди Рейес начали искать способ разлучить их. После похищения Рейеса на острове Паго, Корд и семья Рейес объединились, чтобы спасти его, сразившись с Викторией и уничтожив все образцы Рейеса. Позже Корд возглавила «Kord Industries» и начала отношения с Рейесом.

### Абнер Крилл / Человек-в-горошек
Абнер Крилл (актёр — Дэвид Дастмалчян) — метачеловек, у которого на коже появляются взрывоопасные прыщи в форме горошка, прежде чем ему приходится выпустить из себя, за что он получил прозвище Человек-в-горошек. Крилл, сын сумасшедшей учёной, работающей в лаборатории S.T.A.R., и его братья и сёстры были намеренно заражены межпространственным вирусом в надежде стать супергероями. В результате травмирующего воспитания Человек-в-горошек видит всех окружающих в образе своей матери. Он убивает её и попадает в Белль-Рив, после чего его вербуют во второй Отряд самоубийц, направленный на Корто-Мальтезе. Крилл начинает преодолевать свою травму во время службы в Отряде самоубийц, но случайно преждевременно взрывает бомбы на объекте в Йотунхейме. Он искупает свою вину, используя свои горошки для нападения на Старро, когда команда решает нарушить приказ Аманды Уоллер и защитить Корто-Мальтезе, но инопланетянин растаптывает его насмерть.
Джеймс Ганн описывает Крилла / Человека-в-горошек как «неудачный эксперимент» и «самого тупого персонажа DC всех времён», но стремился сделать его трагическим персонажем в фильме.

### Лоис Лейн
Лоис Лейн (актриса — Эми Адамс) — репортёр-расследователь «Daily Planet», которая впервые встречает Кларка Кента в фильме «Человек из стали», когда она освещает обнаружение криптонского разведывательного корабля на севере Канады. Когда Кларк спасает её от техники с корабля, она становится заинтригованной им, идёт на всё, чтобы узнать его личность и сверхспособности, и влюбляется в него в процессе. Они с Кларком начинают встречаться после того, как он устраивается на работу в «Planet» после битвы за Метрополис, во время которой он несколько раз спасает её в качестве Супермена, а она помогает ему и американским военным в подавлении вторжения генерала Зода. Лоис сыграла важную роль в раскрытии лживости Лекса Лютора в фильме «Бэтмен против Супермена», несколько раз рисковала собственной жизнью, чтобы найти улики против него, и противостояла ему, даже когда он захватил её, чтобы выманить Супермена из укрытия. Она также сыграла важную роль в поддержании мотивации Кларка поступать правильно во всех трёх фильмах, в которых он играет главную роль.
Адамс стала восьмой актрисой, сыгравшей Лоис в игровом кино, после того как получила роль в фильме «Человек из стали». Несмотря на то, что Лоис не обладает таким боевым мастерством, как её предыдущие версии, версия из DCEU изображена более умной и уравновешенной, чем предыдущие.

### Дина Лэнс / Чёрная Канарейка
Дина Лэнс (актриса — Джёрни Смоллетт) — метачеловек, первоначально работавшая певицей, а затем водителем у Романа Сайониса. Она обладает способностью оглушать противников чрезвычайно высокими звуковыми волнами. Харли Квинн впервые встречает Дину, когда она пьяная заходит в бар Сайониса, и Дина спасает её от похищения. Несмотря на свои способности, Лэнс не хочет иметь ничего общего с борьбой с преступностью или быть «благодетелем», но Харли, Хелена Бертинелли и Рене Монтойя вдохновляют её на борьбу с Сайонисом. Дина, Хелена и Монтойя позже формируют свою собственную группу мстителей.

### Мера
И’Мера Ксебелла Челла (актриса — Эмбер Хёрд), также известная как Мера — царица Атлантиды, жена Артура. Изначально она была принцессой из подводного царства Ксебел, которую часть детства воспитывала царица Атлантиды Атланна. У неё есть водные сверхспособности, как у Артура Карри. Первоначально она была помолвлена с Ормом Мариусом, но позже отвергла его, когда он отказался пересмотреть своё решение о войне с надводным миром. После того, как она впервые встречает Артура, когда они безуспешно пытаются помешать Степному Волку завладеть Материнским кубом Атлантиды, Мера убеждает Артура сразиться с Новым Богом вместе с Лигой справедливости, а после поражения Степного Волка приходит к нему снова, чтобы убедить его бороться за трон. После того, как она завоевала доверие Артура, спасая его отца Томаса от цунами, вызванного Ормом, Мера отправляется с Артуром на поиски трезубца царя Атлана, и в процессе они влюбляются друг в друга, несмотря на постоянные ссоры в начале. Она была рядом с Артуром, когда он взошёл на трон. Мера также появляется во втором видении Брюса Уэйна «Реальности Кошмара», где она присоединилась к повстанческой группе Бэтмена после того, как Артур был убит Дарксайдом. В «Аквамене и потерянном царстве» Артур и Мера женаты и у них есть сын Артур Карри-мл. Мера присоединяется к Артуру в миссии по спасению их сына, которого похитил Чёрная Манта. Посреди истории она дважды спасает Артура и умудряется спасти их маленького мальчика.
Эмбер Хёрд получила роль Меры в 2016 году. В «Лиге справедливости Зака Снайдера», режиссёрской версии кинотеатрального фильма 2017 года, Мера заметно говорит с британским акцентом, в то время как в кинотеатральной версии и «Аквамене» Хёрд использует свой обычный американский акцент.

### Клемсон Мёрн / Ик Нобе Лок
Клемсон Мёрн (актёр — Чукуди Ивуджи) — лидер проекта «Бабочка» и печально известный агент секретных операций. В конце концов выясняется, что Мёрн сам является бабочкой-изгоем по имени Ик Нобе Лок, который убил настоящего Мёрна и завладел его телом, чтобы остановить вторжение остальных представителей своего вида на Землю. «Мёрн» убит Бабочками во время налёта на штаб-квартиру проекта «Бабочка».

### Рене Монтойя
Рене Монтойя (актриса — Рози Перес) — циничный детектив-алкоголик из полицейского управления Готэм-Сити, расследующая дело против Романа Сайониса.

### Нанауэ / Король Акул
Нанауэ (голос — Сильвестр Сталлоне), более известный как Король Акул — гибрид акулы и человека, который является полубогом. По слухам, Нанауэ является отпрыском бога-акулы. Он добросердечное, но инфантильное существо, которого неправильно понимают из-за его внешности, односложной речи, ненасытного аппетита и пристрастия к человеческому мясу. С другой стороны, он может проявлять жестокость и агрессивность по отношению к своим противникам, часто пожирая их или разрывая на куски. Предположительно, он начал преступную жизнь до того, как попал в тюрьму Белль-Рив, и его отправили со второй командой вместе с Клео, её крысой-питомцем Себастьяном, Бладспортом, Миротворцем и Человеком-в-горошек в Корто-Мальтезе. Нанауэ устанавливает тесную связь с Клео, несмотря на попытку съесть её ранее, и является одним из четырёх выживших в команде вместе с Клео, Себастьяном, Харли Квинн и Бладспортом.
На съёмочной площадке Стив Эйджи обеспечивал захват движения для Короля Акул во время съёмок. Изначально планировалось, что в «Отряде самоубийц» 2016 года появится Король Акул, но, по словам режиссёра Дэвида Эйера, это было возможно только в том случае, если персонаж будет сделан полностью на компьютере. Сменивший его Убийца Крок был создан с помощью нанесения сложного грима на актёра. Джеймс Ганн изначально использовал дизайн молотоголовой акулы из серии комиксов New 52, но он посчитал неудобным снимать этого персонажа с другими актёрами из-за того, что его глаза были расположены по бокам головы. Он остановился на дизайне большой белой акулы, похожем на тот, который можно увидеть в мультсериале «Харли Квинн» (2019-наст. время), хотя это было простым совпадением, поскольку этот сериал был выпущен после начала съёмок «Отряда самоубийц». Ганн добавил Королю Акул пивное брюхо, чтобы он меньше походил на млекопитающее, а также маленькие глаза, большой рот и маленькую голову, чтобы избежать дизайна «милого антропоморфного зверька», который можно увидеть у популярных персонажей, таких как Малыш Грут из его фильмов про Стражей Галактики и Грогу из «Мандалорца».

### Кент Нельсон / Доктор Фейт
Кент Нельсон (актёр — Пирс Броснан) — учёный, который ведёт двойную жизнь в качестве супергероя Доктора Фейта, обладающим мистическим золотым шлемом, который позволяет использовать несколько магических способностей, включая астральную проекцию и ясновидение. В свои 100 лет Нельсон является самым старшим членом Общества справедливости, близким другом и доверенным лицом Картера Холла, и его спокойный, созерцательный характер контрастирует с дерзостью и прямолинейностью Холла. Доктор Фейт более открытый к принятию Адама, несмотря на его варварский метод борьбы с противниками. После передачи Аманде Уоллер и Оперативной группе X полного раскаяния Адама, Фейт видит предчувствие надвигающейся смерти Холла и демоническую угрозу, которой оказывается Саббак. Он жертвует собой, чтобы сразиться с Саббаком в одиночку, противостоя демону и освобождая Адама из заточения в Оперативной группе X, пока Саббак не уничтожает его, после чего Адам и другие члены Общества справедливости побеждают демона, а Человек-ястреб получает контроль над шлемом Фейта, пока не отпускает его после битвы.
Будучи одним из самых ранних супергероев Золотого века комиксов, Доктор Фейт впервые появляется в фильме «Чёрный Адам» спустя более 80 лет после своего дебюта. Пирс Броснан заявил, что его персонаж потенциально может появиться в будущих фильмах DCEU, несмотря на его смерть в «Чёрном Адаме».

### Царь Нерей
Нерей (актёр — Дольф Лундгрен) — отец Меры и царь Ксебела, как показано в «Аквамене», несмотря на то, что в «Лиге справедливости Зака Снайдера» Мера утверждает, что оба её родителя были убиты в войнах Ксебела. Нерей отклоняет предложение царя Орма о союзе, видя желание Орма стать Повелителем Океанов, пока захваченная подводная лодка не используется для организации атаки, убеждая Нерея неохотно согласиться сражаться на стороне Орма. Нерей яростно защищает Меру, даже когда она становится на сторону Артура, и не даёт Орму убить Короля Солёных вод во время финальной битвы. Он верит Мере, когда она говорит ему, что у Артура есть Трезубец Атлана, и признаёт Артура царём океанов, когда он побеждает Орма.

### Альфред Пенниуорт
Альфред Пенниуорт (актёр — Джереми Айронс) — личный дворецкий Брюса Уэйна, который воспитывал его после убийства родителей. Эта версия персонажа является бывшим сотрудником Особой воздушной службы и обладает циничным и саркастичным характером, предлагая Брюсу игривое подшучивание в дополнение к оказанию ему высокотехнологичной поддержки во время выполнения роли Бэтмена. В отличие от Брюса, у которого в основном узкий кругозор, Альфред более проницателен и выступает в роли адвоката дьявола, понимая, что Супермен, возможно, не так враждебен, как считает Бэтмен. Несмотря на это, Альфред непоколебимо предан Брюсу и, в свою очередь, помогает Лиге Справедливости в борьбе со Степным Волком и его приспешниками-парадемонами. Альфред также хорошо разбирается в технологиях, взяв на себя роль, которую Люциус Фокс часто исполняет в комиксах.

### Альберт Ротштейн / Атом Крушитель
Альберт Ротштейн (актёр — Ноа Сентинео), также известный как Атом Крушитель — метачеловек, обладающий способностью увеличивать свой рост, член Общества справедливости и племянник Эла Пратта. Вдохновившись своим дядей и пройдя подготовку, чтобы стать мстителем, Ротштейн отправился на свою первую миссию, успешно пресёк торговлю оружием, получил костюм своего дяди и унаследовал звание Атома Крушителя.

### Чато Сантана / Эль Дьябло
Чато Сантана (актёр — Джей Эрнандес), также известный как Эль Диабло — бывший главарь банды из Лос-Анджелеса, обладающий силой пирокинеза. После некоторого периода использования своих способностей для получения большого влияния, он попадает в тюрьму после того, как в порыве гнева случайно убивает свою жену и двоих детей и глубоко сожалеет об их смерти. Позже Аманда Уоллер вербует Сантану в «Отряд Икс». В отличие от своих товарищей по команде, Сантана предпочитает держаться подальше от сражения и отказывается использовать свои способности из страха причинить ненужный вред невинным, но позже начинает использовать их для защиты своих товарищей по команде. В конечном счёте, он жертвует собой, чтобы помочь Отряду самоубийц уничтожить Чародейку и Инкубуса, хотя в неизданной режиссёрской версии фильма он выживает.

### Семь Смертных грехов
Семь Смертных грехов (Гордыня, Зависть, Жадность, Гнев, Лень, Обжорство и Похоть) изображены в виде семи демонов, изначально замурованных в статуях на Скале Вечности. Как было установлено в «Шазаме!», Чёрный Адам освободил их тысячи лет назад, но причинил огромный ущерб и привёл к гибели людей, в результате чего волшебник Шазам, последний выживший волшебник на Скале, отправил их в заточение. Когда доктор Сивана освобождает грехи, забирав себе Око Греха, они используют его тело в качестве носителя и наделяют его магическими способностями, которые он использует, чтобы убить свою семью и сеять хаос. Однако, как только их выводят из его тела, он остаётся бессильным. Билли Бэтсон и его приёмные братья и сёстры используют это, чтобы победить Сивану и Грехи, превратив их в статуи на Скале.
Семь Смертных грехов были созданы с помощью компьютерной графики, а их роли исполнили дублёры с помощью захвата движения, в то время как озвучили их Стив Блум, Дарин Де Пол и Фред Таташор.

### Сайлас и Элинор Стоун
Сайлас Стоун (актёр — Джо Мортон) — глава лаборатории S.T.A.R. и отец Виктора Стоуна. Из-за своей работы Сайлас часто задерживается на работе и не может проводить время с женой и сыном, что приводит к разрыву в отношениях между Сайласом и Виктором. После несчастного случая, в результате которого погибла его жена Элинор (актриса — Карен Брайсон) и был тяжело ранен Виктор, Сайлас, не в силах видеть, как умирает его сын, использует Материнский куб, который изучают в лаборатории S.T.A.R., чтобы оживить Виктора и восстановить утраченные части его тела, хотя это и превращает его в кибернетическое существо. Сайлас помогает спрятать Виктора в его квартире и объявляет его мёртвым, чтобы отвлечь внимание, но не может воссоединиться со своим сыном, который презирает его новую форму и винит Сайласа в смерти Элинор. Сайлас оставляет Виктору кассету с информацией о том, как использовать его способности. Когда Степной Волк похищает Сайласа и других сотрудников лаборатории S.T.A.R. в поисках Материнского куба, Виктор начинает действовать и присоединяется к команде Брюса Уэйна, сумев спасти их.
В обеих версиях «Лиги справедливости» показано, что Сайлас сожалеет о том, что он не может проводить время со своей семьёй, и что он проявляет исключительное мужество, поскольку он отказывается сообщить Степному Волку местонахождение Материнского куба, несмотря на пытки. В кинотеатральной и режиссёрской версиях его сюжетная арка показана по-разному: в первой версии Сайлас выживает после событий фильма и в конце работает с Виктором над корректировкой его кибернетических деталей, хотя большая часть его роли сокращена, в то время как в режиссёрской версии Сайлас позволяет Лиге справедливости проникнуть в лабораторию S.T.A.R. с телом Супермена в попытке воскресить его. Когда Степной Волк узнаёт о присутствии Материнского куба после того, как она была использована для оживления Супермена, Сайлас бежит обратно в хранилище с кубом, жертвуя собственной жизнью, чтобы разогреть её с помощью лазерного нагревательного устройства Райана Чоя, прежде чем Степной Волк неизбежно заберёт её. Это позволяет Виктору и Брюсу Уэйну отследить его до России и предотвратить Единство. Позже Виктор слушает запись кассеты со словами поддержки своего отца после его смерти, и Райана повышают в должности, чтобы он взял на себя руководство в области нанотехнологий и наблюдение за криптонским разведывательным кораблём, чем раньше занимался Сайлас.

### Кэлвин Суонвик / Марсианский Охотник
Кэлвин Суонвик (актёр — Гарри Ленникс) представлен как генерал-лейтенант Северного командования США в «Человеке из стали», который позже стал министром обороны в «Бэтмене против Супермена». Сначала он не доверяет Супермену, допрашивая его перед тем как сдать Человека из стали генералу Зоду, но позже оказывается союзником как Супермена, так и Лоис Лейн, поскольку он предоставляет Лоис доказательства против Лекса Лютора и оказывает Супермену военную помощь против Зода и криптонского чудовища, созданного Лютором. В «Лиге справедливости Зака Снайдера» становится известно, что Суонвик является Марсианским Охотником, обладающим способностью изменять облик и выдавать себя за других, и он также является последним представителем марсианской расы. Он маскируется под Марту Кент, призывая Лоис вернуться в общество и возобновить свою работу после смерти Супермена, и посещает Брюса Уэйна в его истинном марсианском обличье после того, как Брюс создаёт Лигу справедливости, благодарит его за это и обещает поддерживать связь, чтобы спланировать неизбежное возвращение Дарксайда на Землю после поражения Степного Волка.
Фанаты начали предполагать, что Суонвик был Марсианским Охотником, после просмотра сцены допроса Супермена в «Человеке из стали», в которой Суонвик продолжает допрашивать Супермена после того, как тот без усилий разрывает свои наручники и подходит к окну, в то время как все остальные отходят назад. Хотя изначально Суонвик не должен был быть Марсианским Охотником в фильме, Ленникс заявил, что «кто-то ещё» хотел, чтобы он был им в будущем фильме. Режиссёр Зак Снайдер заявил, что Суонвика переделают в Охотника в его оригинальной версии «Лиги справедливости», но сцена не была завершена до дополнительных съёмок режиссёрской версии, в которых Ленникс принял участие.

### Адрианна Томаз
Адрианна Томаз (актриса — Сара Шахи) — овдовевший археолог из Кандака и боец сопротивления, которая стремится найти и спрятать корону Саббака до того, как она попадёт не в те руки, особенно в свете действий оккупантов страны. Когда она и её коллеги оказываются загнанными в угол Интербандой, которая объявляет её в розыск, Адрианна читает надпись на скалах, которая освобождает Тет-Адама из его 5000-летнего заключения и позволяет ему уничтожить персонал Интербанды, в то же время позволяя Адрианне сбежать со своим братом Каримом и короной. Она, Карим и её сын Амон предоставляют убежище измученному Адаму, считая его легендарным воином, который освободил Кандак от тиранического правления царя Ак-Тона, но Общество справедливости прибывает, чтобы арестовать Адама, объяснив его истинную природу. Адрианна разрывается между желанием помочь Адаму и сотрудничеством с Обществом справедливости, но больше всего на свете ценит жизнь своего сына. Когда её бывший коллега Измаил Грегор, который раскрывает себя как потомка Ак-Тона, требует корону в обмен на жизнь Амона, она соглашается, но Измаил всё равно стреляет в Амона, что побуждает Адама вмешаться и убить Измаила, спасая Амона. Это, однако, позволяет Измаилу возродиться в образе Саббака и терроризировать Кандак. Адрианна, Амон и Карим объединяют жителей Кандака, чтобы они восстали против армии скелетов Саббака, в то время как Тет-Адам и Общество справедливости уничтожают Саббака.

### Амон Томаз
Амон Томаз (актёр — Бодхи Сабонгуй) — сын Адрианны Томаз. Проведя всю жизнь под властью Интербанды в Кандаке, Амон всегда ждал, что придёт супергерой и спасёт их. В конце концов Адрианна поручила Томазу и его дяде Кариму найти и спрятать тотем от рук Интербанды, после чего они отправились на поиски короны Саббака.

### Стив Тревор
Капитан Стив Тревор (актёр — Крис Пайн) — американский лётчик-истребитель, работавший шпионом по заданию MI6 во время Первой мировой войны. После кражи записной книжки у доктора Изабель Мару, находясь под прикрытием на базе в Османской империи, Стив угоняет самолёт и совершает аварийную посадку на Фемискире, где его спасает Диана, при этом он непреднамеренно приводит немецкий флот на скрытый остров. После кровопролитной битвы между немцами и амазонками, в которой погибает Антиопа, Стив попадает в плен к амазонкам, раскрывает свою деятельность как шпиона и описывает Великую войну. Побуждаемая к действию Диана высвобождает его и оставляет Фемискиру с ним в попытке остановить войну, которая, как она предполагает, начата Аресом. Они оба вдохновляются храбростью друг друга и влюбляются друг в друга, при этом предотвращая заговор Бога войны, генерала Людендорфа и доктора Мару, направленный на продление войны.
Хотя Стив жертвует своей жизнью, уничтожая более смертоносную форму горчичного газа, изобретённую доктором Мару в конце «Чудо-женщины», Диана очень хорошо помнит его до такой степени, что случайно возвращает его к жизни, столкнувшись с камнем грёз в «Чудо-женщине 1984», прежде чем осознаёт серьёзные последствия своего желания. Стив убеждает её отпустить его и отказаться от своего желания, помогая ей восстановить свои силы и победить Макса Лорда и Гепарду.

### Аманда Уоллер
Аманда Уоллер (актриса — Виола Дэвис) — офицер разведки АРГУСа и ФБР, возглавляющая «Отряд Икс», также известный как Отряд самоубийц. Она холодная, расчётливая личность, что соответствует её версии из комиксов, причём неиспользованные материалы из «Отряда самоубийц» показывают, насколько она на самом деле безжалостна и дьявольски опасна, поскольку в конечном счёте ей практически нет дела до большинства членов отряда и она часто использует их в своих интересах и отбрасывает в сторону, когда они больше не служат её целям. Несмотря на свои дьявольские наклонности, Уоллер также время от времени становится союзницей Бэтмена и Лиги справедливости.

### Брюс Уэйн / Бэтмен
Брюс Уэйн (актёр — Майкл Китон) — миллиардер, который стал мстителем, известным как Бэтмен, после смерти своих родителей, а затем ушёл на пенсию после того, как в Готэм-Сити прекратилась преступность. Выйдя на пенсию, Уэйна находят Барри Аллен и его версия из прошлого, чтобы попросить его о помощи в их стремлении остановить Зода, на что Уэйн соглашается, помогая Аллену восстановить его силы и присоединяясь к ним и Каре Зор-Эл. Эта версия Уэйна/Бэтмена является альтернативным вариантом основного Бэтмена из DCEU, который ранее появлялся в фильме Тима Бёртона «Бэтмен» и его продолжении «Бэтмен возвращается».

### Айрис Уэст
Айрис Уэст (актриса — Кирси Клемонс) впервые появляется в режиссёрской версии «Лиги справедливости», когда Барри Аллен натыкается на неё по пути на собеседование в компанию по присмотру за собаками, и они сразу же влюбляются друг в друга. Уезжая, она попадает в аварию из-за рассеянного водителя грузовика, и Барри прерывает интервью на полпути, чтобы спасти её от травм с помощью своей скорости, прежде чем примчаться обратно на собеседование. У Айрис более расширенная роль во «Флэше».

### Рик Флаг
Рик Флаг (актёр — Юэль Киннаман) — полковник спецназа армии США и один из руководителей «Отряда Икс». Поначалу он и его «Морские котики» не ладят с отрядом, посланным нейтрализовать «Чародейку» в Мидвэй-Сити, и команда считает его суровой, авторитарной фигурой. После предполагаемой смерти Уоллер Флаг, наконец, открывается команде и отпускает их на свободу, но они решают помочь ему завершить миссию, поскольку выясняется, что он влюбился в Джун Мун ещё до того, как она стала одержима Чародейкой. После того, как отряд побеждает Чародейку и освобождает Мун, Флаг остаётся командиром отряда, и они с Дэдшотом начинают уважать друг друга.
Позже Флагу поручают возглавить новый отряд, отправленный в Корто-Мальтезе, где он воссоединяется с подчинёнными Харли Квинн и Капитаном Бумерангом, но команду почти сразу же убивают. Ему удаётся сбежать, и он находит убежище у повстанцев Корто-Мальтезе, пока его не находит второй Отряд самоубийц. Когда он и Квинн присоединяются ко второму отряду, они успешно проникают на территорию проекта «Морская звезда», но обнаруживают, что их послали не только уничтожить проект, но и уничтожить доказательства причастности к нему американцев. Флаг пытается слить информацию, но его останавливает и убивает Миротворец, которому Уоллер поручила стереть данные. Несмотря на это, смерть Флага не даёт покоя Миротворцу, когда он берётся за новую миссию.
Хотя Том Харди изначально получил роль в «Отряде самоубийц», у него возникли проблемы с расписанием, в результате чего роль получил Киннаман. Киннаман высказал мнение, что Флаг в первом «Отряде самоубийц» охарактеризован как «деловой человек», но утверждает, что продолжение фильма стало возможностью показать персонажа с чистого листа, и сказал, что Флаг был глупее, менее пресыщенным, более наивным и смешным по сравнению с его изображением в первом фильме.

### Фредди Фримен
Фредди Фримен (актёр — Джек Дилан Грейзер) — один из новых приёмных братьев Билли Бэтсона, усыновлённый Васкесами. Несмотря на то, что Фредди нуждается в опоре для ходьбы и в результате чего подвергается травле в школе, он остаётся фанатичным человеком и восхищается Лигой справедливости. Поначалу Фредди раздражает Билли, но, обретя свои сверхспособности, он приходит к увлечённому Фредди за советом. После ссоры из-за новообретённой славы Билли в интернете, Билли и Фредди пытаются примириться, когда им угрожает доктор Сивана. Затем Билли делится своими сверхспособностями с Фредди, Мэри и другими приёмными детьми, что позволяет им победить Сивану и стать ближе как семья. Адам Броуди исполняет роль Фредди в его взрослой супергеройской форме.

### Максин Ханкель / Циклон
Максин Ханкель (актриса — Квинтесса Суинделл), также известная как Циклон — энергичная и взволнованная супергероиня-аэрокинетик и новый член Общества справедливости.

### Джордж «Диггер» Харкнесс / Капитан Бумеранг
Джордж «Диггер» Харкнесс (актёр — Джай Кортни) — известный австралийский преступник, главным оружием которого является бумеранг, получивший прозвище Капитан Бумеранг. Ограбив все банки в Австралии и перебравшись в США, Харкнесс начинает грабить ювелирные магазины и банки, прежде чем его задерживает Барри Аллен / Флэш. Отбывая три пожизненных срока в тюрьме Белль-Рив, он попадает в первый состав «Отряда Икс», куда его завербовала Аманда Уоллер. Несмотря на то, что поначалу Харкнесс ссорился с остальной командой, он постепенно проникается к ним тёплыми чувствами и помогает им помешать Чаровнице уничтожить мир.
После того, как его вернули в тюрьму без каких-либо наград, как и остальных выживших членов его команды, Харкнесс позже сбегает из тюрьмы и его можно увидеть на объявлении о розыске в фильме «Хищные птицы». Он снова попадает в тюрьму за некоторое время до событий «Миссии навылет» и воссоединяется с бывшим товарищем по команде Харли Квинн и лидером Риком Флагом во втором Отряде самоубийц, отправленном на Корто-Мальтезе. Капитан Бумеранг — один из нескольких погибших в этой злополучной миссии, так как его случайно убивает вертолёт, сбитый одним из его товарищей по команде.
Как показано в DCEU, Харкнесс обладает саркастичным, грубым характером и, как видно, подставляет своих коллег, например, обманом заставляет Слипнота сбежать, чтобы проверить, реальны ли взрывные устройства, заложенные в членов Отряда самоубийц. Он также опытный вор и специалист по оружию, но страдает психозом, и Аманда Уоллер описывает его как «невменяемого психа». Однако он не лишён сочувствия, которое он позже начинает проявлять к своим товарищам по команде.

### Эмилия Харкорт
Эмилия Харкорт (актриса — Дженнифер Холланд) — агент АРГУСа. Харкорт — опытный оперативный сотрудник, которая ранее работала на ЦРУ и АНБ. Харкорт служит в командном составе «Отряда Икс» и восстаёт против Аманды Уоллер после того, как она решает позволить Старро бесчинствовать в Корто-Мальтезе, предоставляя «Отряду Икс» информацию для подавления беспорядков. В качестве наказания Харкорт переводят в проект «Бабочка». Хотя поначалу она презирала своих товарищей по команде, особенно Миротворца, Харкорт постепенно прониклась к ним симпатией и позже стала руководителем операции после смерти Мёрна (Ик Нобе Лока). Позже её видно во главе подводного объекта «Отряда Икс», который временно удерживает Чёрного Адама и нескольких других преступников в анабиозе, пока Доктор Фейт не помогает Адаму сбежать, чтобы расправиться с Саббаком. Позже она находит Билли Бэтсона / Шазама, чтобы завербовать его в Общество справедливости.

### Картер Холл / Человек-ястреб
Картер Холл (актёр — Элдис Ходж) — богатый хранитель музея, который ведёт двойную жизнь как супергерой Человек-ястреб благодаря своим способностям, которые он получает от специального костюма и снаряжения, изготовленному из N-го металла. Холл — лидер Общества справедливости, с которым Аманда Уоллер связывается, чтобы задержать недавно освобождённого Тет-Адама. Команда сражается с Адамом в Кандаке, но они сбиты с толку, поскольку жители страны поддерживают Адама в борьбе с оккупантами из Интербанды. После того, как Измаил Грегор становится Саббаком, Холл и Общество справедливости возвращаются, чтобы сразиться с ним, но понимают, что им нужен Тет-Адам, чтобы остановить его, и после того, как Доктор Фейт жертвует собой, чтобы освободить Адама, Человек-ястреб получает шлем Фейта и использует его, чтобы помочь Адаму убить Саббака. Несмотря на то, что они заключили перемирие и оставили Адама защищать Кандак, между Человеком-ястребом и Адамом, тем не менее, возникает соперничество из-за жестокости последнего и его готовности убивать своих противников, и он последний из Общества справедливости, кто доверяет Адаму.

### Эдриан Чейз / Линчеватель
Эдриан Чейз / Линчеватель (актёр — Фредди Строма) — линчеватель, который восхищается Миротворцем, так как знал его в средней школе и смотрел на него как на старшего брата. Линчеватель изображён как глупый социопат, который жестоко убивает нарушителей закона, независимо от тяжести их преступления.

### Шазам (волшебник)
Шазам (актёр — Джимон Хонсу) — последний выживший член Совета волшебников. Не сумев найти преемника, который унаследовал бы его силы, и отвергнув Таддеуса Сивану из-за его эгоизма, Шазам взывает к Билли Бэтсону, отправляя его на Скалу Вечности, и, несмотря на то, что Билли не воспринимает это всерьёз, Шазам находит Билли подходящим и отдаёт ему свои силы, прежде чем рассыпаться в прах. «Шазам!» подчёркивает второй раз, когда у Хонсу есть роль в DCEU, поскольку ранее он исполнял роль короля Рику в «Аквамене».

### Стивен Шин
Доктор Стивен Шин (актёр — Рэндалл Парк) — учёный-фанатик, пытающийся доказать существование Атлантиды, что видно по его выступлениям в телевизионных ток-шоу. Позже он находит Чёрную Манту, плывущего по течению, и спасает его, а Манта предлагает показать ему Атлантиду в обмен на информацию об Аквамене.

### Джон Экономос
Джон Экономос (актёр — Стив Эйджи) — несколько неуклюжий, но исполненный благих намерений начальник тюрьмы Белль-Рив. Экономос, вместе с остальным командным составом «Отряда Икс», восстаёт против Уоллер после того, как понимает, что она намерена позволить Старро бесчинствовать в Корто-Мальтезе. Впоследствии, Экономос и Харкорт были переведены в проект «Бабочка» в качестве наказания.
Миротворец сначала издевается над Экономосом, но после того, как Экономос спасает ему жизнь, Экономос завоёвывает его уважение. Экономос продолжает доказывать свою ценность как важного члена команды, неоднократно спасая жизни своих товарищей. После того, как Бабочки побеждены, Экономос восстановлен в должности начальника тюрьмы.
Позже он находит Билли Бэтсона / Шазама, чтобы завербовать его в Общество справедливости.

### Джор-Эл и Лара Лор-Ван
Джор-Эл (актёр — Рассел Кроу) и Лара Лор-Ван (актриса — Айелет Зорер) — биологические родители Кал-Эла/Кларка Кента с Криптона. Джор-Эл — главный учёный планеты, а Лара — член Гильдии мыслителей планеты. Они оба были генетически сконструированы с использованием криптонских технологий, как и всё остальное население планеты, и им дали определённые роли в обществе, включая род занятий и брак, но решили зачать ребёнка естественным путём, в результате чего родился Кал-Эл.
После тщетных попыток убедить Верховный совет Криптона эвакуировать обречённую планету, Джор-Эл крадёт Кодекс, содержащий генетическую информацию для будущих криптонцев, и передаёт её своему сыну, прежде чем они с Ларой отправляют Кал-Эла на Землю на космическом корабле, сдерживая государственный переворот генерала Зода достаточно долго, чтобы корабль их сына успел скрыться. Зод казнит Джор-Эла до того, как его и его последователей захватывают и приговаривают к заключению в Фантомной Зоне, в то время как Лара доживает до взрыва планеты из-за чрезмерной добычи полезных ископаемых в её ядре.
Джор-Эл и Лара оставляют своему сыну голографическую компьютерную программу, встроенную в корабельный ключ, которая имитирует знания и личность Джор-Эла. Кларк использует ключ, чтобы активировать бездействующий криптонский разведывательный корабль, после чего загруженный искусственный интеллект его отца обучает его истории Криптона и объясняет, почему они с Ларой отправили Кала на Землю. Когда Зод и его последователи покидают Фантомную Зону, находят Кларка и начинают вторжение на Землю, Кларк отдаёт ключ Лоис, находящейся на борту корабля Зода, и она загружает программу Джор-Эла в компьютер, что позволяет программе помочь Кларку и Лоис сбежать и информирует их о том, как победить силы Зода. Зод сталкивается с ИИ Джор-Эла, когда он крадёт корабль-разведчик, и после недолгого разговора стирает программу с корабля. Ключ с ИИ Джор-Эла в конечном счёте уничтожается, когда Эмиль Хэмилтон использует его для активации космического корабля Кал-Эла и столкновения с кораблём-носителем Зода, отправляя криптонцев, за исключением Супермена и Зода, обратно в Фантомную Зону.

### Кара Зор-Эл / Супергёрл
Кара Зор-Эл / Супергёрл (актриса — Саша Калле) — могущественная криптонка, обладающая способностями и костюмом, подобными Супермену, которая также является двоюродной сестрой Супермена.

## Остальные персонажи

### Дебютировавшие в «Человеке из стали»

#### Доктор Эмиль Хэмилтон
Эмиль Хэмилтон (актёр — Ричард Шифф) — учёный из DARPA, который также появляется с полковником Харди и генералом Суонвиком когда Лоис прибывает в Канаду. Он также присутствует на допросе Супермена, во время которого тот может видеть его табличку с именем и транквилизатор, который подготавливают за отражающим стеклом в комнате для допросов. Хэмилтон первым осознаёт, что Зод и его войска проводят терраформирование Земли, и играет ключевую роль в активации Фантомного двигателя на корабле Кларка, прежде чем самолёт, перевозивший его и Харди, был вынужден врезаться в «Чёрный Ноль» в результате самоубийственной атаки, после чего он и Харди гибнут, а силы Зода изгоняются обратно в Фантомную Зону.

#### Полковник Натан Харди
Натан Харди (актёр — Кристофер Мелони) — офицер ВВС США, который впервые появляется, когда Лоис прибывает в Канаду, чтобы освещать обнаружение криптонского корабля-разведчика. Позже он помогает ФБР выследить её, когда выясняется, что она знает о происхождении Кларка. Когда криптонцы начинают атаковать Землю, Харди участвует в военных действиях, и когда его вертолёт сбивают, он сталкивается с Фаорой один на один, несмотря на её улучшенные физические способности и боевые навыки, и таким образом он завоёвывает её уважение. Харди признаёт преданность Супермена человечеству, а не силам Зода, и помогает организовать атаку на корабль-носитель Зода, «Чёрный Ноль», когда Лоис и Супермен объясняют, как его уничтожить. Когда Фаора нападает из засады на его авианосец во время атаки, Харди разбивает самолёт и активированный Фантомный двигатель космического корабля Кларка об корабль-носитель в результате самоубийственной атаки, отправляя всех криптонцев, кроме Супермена и Зода, обратно в Фантомную Зону.
Военный позывной Харди — «Страж», что является отсылкой к персонажу комиксов.

#### Перри Уайт
Перри Уайт (актёр — Лоуренс Фишбёрн) — начальник штаба «Daily Planet» и начальник Лоис Лейн, Дженни Джёрвич, Стива Ломбарда, а позже и Кларка Кента. Он изображён как прагматичный менеджер и он настороженно относится к тому, что публикует газета, критикуя и Кларка, и Лоис иногда, когда они решают работать над более рискованными историями, хотя показано, что у него есть мораль, и он верит первому рассказу Лоис о Супермене, несмотря на то, что уговаривал её отказаться от него. Уайт оказывается втянутым в битву за Метрополис, помогая Ломбарду и Дженни оставаться в безопасности. Позже он оплакивает сообщения о смерти Супермена и Кларка (не подозревая, что это одно и тот же человек) и посещает похороны Кларка вместе с Лоис и Дженни в конце фильма «Бэтмен против Супермена». Фишбёрн — первый афроамериканский актёр, сыгравший Перри Уайта в кино.

### Дебютировавшие в «Бэтмене против Супермена: На заре справедливости»

#### Джун Финч
Джун Финч (актриса — Холли Хантер) — сенатор США от штата Кентукки, возглавляющая Сенатский комитет, который ставит под сомнение действия Супермена. Несмотря на то, что она отмечает добрые намерения Супермена, она опасается позволять ему быть несдержанным и действовать без участия правительства, учитывая жертвы, понесённые во время события «Чёрный Ноль» в Метрополисе и, предположительно, в связи с инцидентом в Найроми. В результате она приглашает Супермена на публичное слушание. Лекс Лютор приглашает её в свою компанию, а затем и к себе домой, чтобы попытаться убедить её получить лицензию на импорт криптонита, но Финч видит его альтруистический фасад насквозь и отклоняет его просьбу, что приводит его в ярость. Во время судебного процесса, на котором Уоллес Киф, пострадавший от событий «Чёрного Нуля», должен давать показания против Супермена, Финч замечает отсутствие Лютора и банку с мочой на её кафедре, когда она делает своё вступительное заявление. Это приводит к тому, что она осознаёт предательство Лютора за долю секунды до того, как бомба, спрятанная в инвалидном кресле Кифа, взрывается, убивая сотни людей в Капитолии США, включая Финч.
Комментируя взгляды своей героини на Супермена, Хантер заявила: «В чем её проблема с Суперменом? В том, что абсолютная власть развращает абсолютно. Когда власть действует автономно, в одностороннем порядке, без законодательства, без границ, без закона, за исключением тех, которые она считает своими собственными, это может нанести ущерб». Описывая её характер, Хантер сказала: «Я подумала, что, знаете, как сенатор, она привнесла свою женственность в работу, проявив её в том, как она слушала, в своём любопытстве, в своей способности оценивать», добавив: «[Это] мне казалось очень женственным». Хантер также сравнила битву между Бэтменом и Суперменом в фильме с битвой греческих богов.

#### Мерси Грейвз
Мерси Грейвз (актриса — Тао Окамото) — личная ассистентка Лекса Лютора и одна из его ближайших помощниц, сопровождающая его на протяжении большей части фильма. Грейвз погибает во время взрыва в Капитолии США во время суда над Суперменом, поскольку Лютор считает её расходным материалом в этой ситуации, несмотря на то, что очень ценит её.

#### Анатолий Князев
Анатолий Князев (актёр — Каллэн Малви) — российский наёмник, террорист и контрабандист, работающий по поручению Лекса Лютора. Впервые он появляется вместе с генералом Амаджагом в фильме «Бэтмен против Супермена», когда он открывает камеру Джимми Олсена и узнаёт, что он шпион ЦРУ. Это приводит к тому, что Лоис Лейн берут в заложники, пока не прибывает Супермен, чтобы спасти её. Затем Князев и его люди предают солдат Амаджага и сжигают их тела, чтобы создать иллюзию того, что Супермен убил их, что приводит к негодованию публики. Брюс Уэйн выслеживает Князева на подпольных боях, когда тот пытается разыскать криптонит, и клонирует его телефон, когда он заводит с ним разговор. Брюс обнаруживает связь Князева с Лютором и ему удаётся продолжать следить за криптонитом. Тем временем Князев организует убийство Сезара Сантоса в тюрьме, а затем убивает Кахину Зири, когда она сдаёт Лютора сенатору Финч. Князев позже становится ответственным за похищение Марты Кент и готовится убить её, но Бэтмен, который приходит к взаимопониманию с Суперменом, прибывает на территорию Князева и спасает Марту, убивая Князева выстрелом в его огнемётный танк. Князев не фигурирует в фильме в роли КГБист, а всего лишь в качестве наёмного убийцы.

#### Томас и Марта Уэйн
Томас (актёр — Джеффри Дин Морган) и Марта Уэйн (актриса — Лорен Коэн) — покойные родители Брюса Уэйна, убитые вооружённым грабителем на глазах у 12-летнего Брюса, когда семья выходила из кинотеатра во время флэшбэка в фильме. Их смерть, особенно последнее слово Томаса, «Марта», продолжает преследовать Брюса и по сей день, поскольку он стремится почтить память своих родителей, борясь с преступностью и несправедливостью в качестве Бэтмена в Готэм-Сити. Имя «Марта» оказывается ключевым элементом в изменении Бэтмена в фильме, поскольку приёмная мать Супермена по совпадению носит то же имя, что и его мать, что вызывает у него ПТСР, которое мешает Бэтмену убить Человека из стали, когда он слышит, как тот произносит это имя.
Морган ранее рассматривался на роль Брюса Уэйна в фильме, прежде чем его выбрали на роль Томаса. Фильм воссоединяет Моргана с Коэн, поскольку они оба являются членами актёрского состава «Ходячих мертвецов».

### Дебютировавшие в «Отряде самоубийц»

#### Кристофер Вайс / Слипнот
Кристофер Вайс (актёр — Адам Бич), также известный как Слипнот — преступник-женоненавистник, завербованный Амандой Уоллер для вступления в Отряд самоубийц, который изображён как наёмник, «способный вскарабкаться на что угодно». В фильме Слипнот погибает относительно быстро, когда Рик Флаг убивает его с помощью бомбы, заложенной в шею при попытке к бегству, что напоминает его историю с Отрядом самоубийц в комиксах.

#### Тацу Ямасиро / Катана
Тацу Ямасиро (山城 タツ (яп. Yamashiro Tatsu (букв. «Горная крепость Дракона»)); актриса — Карен Фукухара), также известная как Катана — телохранительница Рика Флага в фильме «Отряд самоубийц». Она владеет мечом, который заточает в себе души своих жертв, и Флаг советует Отряду самоубийц «не быть убитыми ею». Также показано, что она активно стремится отомстить за смерть своего мужа. Фукухара заявила, что хочет исследовать предысторию Катаны в будущем фильме DCEU.

### Дебютировавшие в «Чудо-женщине»

#### Этта Кэнди
Этта Кэнди (актриса — Люси Дэвис) — секретарша Стива Тревора в Лондоне. По прибытии в Лондон она помогает Диане подобрать более подходящий наряд, поскольку на ней были только доспехи, а также охраняет оружие Дианы до подходящего времени. В удалённой сцене/короткометражном фильме «Миссия Этты», выпущенном на Blu-ray диске «Чудо-женщины», рассказывается о встрече Этты после войны с Чарли, Самиром и Вождём, чтобы обсудить сверхсекретную миссию по возвращению артефакта, который предположительно является Материнским кубом. Позже Этта и Диана переезжают в США и остаются друзьями до самой смерти Этты.

#### Меналиппа
Меналиппа (актриса — Лиза Ловен Конгсли) — лейтенант вооружённых сил Фемискиры. Как и королева Ипполита, Меналиппа озлоблена по отношению к человечеству. Она помогает своей наставнице, генералу Антиопе, обучать Диану боевым приёмам, и она очень опечалена, когда та погибает в битве с немецкими солдатами в «Чудо-женщине». К моменту событий «Лиги справедливости» и её режиссёрской версии, Меналиппа неявно становится правой рукой королевы Ипполиты.

### Дебютировавшие в «Лиге справедливости» и «Лиге справедливости Зака Снайдера»

#### Райан Чой
Райан Чой (актёр — Чжэн Кай) — учёный, работающий в Лаборатории S.T.A.R. под руководством Сайласа Стоуна. Райан знакомит Сайласа со своим лазерным нагревателем, способным сделать свою цель «самой горячей вещью на Земле», более горячей, чем поверхность Солнца. После смерти Сайласа, когда он ценой собственной жизни с помощью лазерного нагревателя разогрел последний оставшийся Материнский куб, чтобы помочь Лиге справедливости, Райан был назначен директором по нанотехнологиям в Лаборатории S.T.A.R.. Его сцены были удалены в кинотеатральной версии фильма, но были восстановлены в режиссёрской версии. Зак Снайдер рассказал, что он представлял фильм китайского производства с Райаном в качестве Атома после предполагаемого дебюта персонажа в кинотеатральной версии, что было частью его первоначальных планов по DCEU.

#### ДеСаад
ДеСаад (актёр — Питер Гиннесс) — главный пытатель Дарксайда, а также посредник между ним и Степным Волком. Он и Степной Волк следят друг за другом, пока последний охотится за Материнскими кубами. ДеСаад презрительно относится к Степному Волку за его попытку предательства их хозяина, напоминая ему, что ему ещё предстоит завоевать 50 000 миров, прежде чем он сможет вернуть расположение Дарксайда, хотя он сам призывает Дарксайда после того, как Степной Волк говорит ему, что он обнаружил Уравнение Антижизни на Земле. После поражения и смерти Степного Волка ДеСаад жалуется Дарксайду по поводу того, что он предвидел неудачу Степного Волка объединить Материнские кубы и одолеть Лигу справедливости после воскрешения Супермена. Сцены с участием персонажа были удалены из кинотеатральной версии фильма, но были восстановлены в режиссёрской версии.

#### Джеймс Гордон
Комиссар Джеймс Гордон (актёр — Дж. К. Симмонс) — глава полицейского управления Готэм-Сити. У него есть опыт работы с Бэтменом, благодаря чему он развенчал теорию о том, что Крестоносец в плаще стоял за действиями парадемонов, просмотрев полицейские зарисовки в «Лиге справедливости Зака Снайдера», и он также предоставляет информацию Лиге справедливости в обеих версиях фильма. Ожидалось, что Симмонс исполнит роль Гордона в запланированном фильме «Бэтгёрл», но релиз фильма был неожиданно отменён во время постпродакшена.

#### Слейд Уилсон / Детстроук
Слейд Уилсон / Детстроук (актёр — Джо Манганьелло) — наёмник, у которого были напряжённые отношения с Бэтменом. Он появляется в сцене после титров в конце кинотеатральной версии фильма, когда Лекс Лютор уговаривает его создать «свою собственную лигу» после того, как Лига справедливости формируется и побеждает Степного Волка. В эпилоге в режиссёрской версии фильма есть другая версия этой сцены, где Детстроук просто получает информацию о личности Бэтмена, когда он навещает Лютора. Он также появляется во втором видении Бэтмена о «Реальности Кошмара», где Бэтмен объединил усилия с ним, Виктором Стоуном, Барри Алленом, Мерой и Джокером, когда они готовятся сразиться со злым Суперменом в этом мире.
Изначально планировалось, что Детстроук появится в многочисленных проектах DCEU, включая оригинальную версию «Бэтмена», главную роль в котором должен был сыграть Бен Аффлек. Однако после ухода Аффлека из проекта Мэтт Ривз занял его место режиссёра и переписал сценарий, перечеркнув связи фильма с DCEU и, таким образом, перечеркнув и участие Детстроука. Другие проекты включали в себя фильм, посвящённый персонажу, и Гарет Эванс вёл переговоры о написании сценарии и постановке, а Манганьелло должен был вернуться к роли Детстроука. Студия Warner Bros. одобрила фильм после того, как Эванс впечатлил руководителей своим сюжетом, который он описал как мрачный и неумолимый, похожий на корейские фильмы в жанре нуар. Однако в октябре 2018 года Эванс заявил, что он ещё не связан контрактом с проектом. К апрелю 2020 года Эванс объявил, что проект отложен и что он больше не принимает активного участия в его разработке. Режиссёр рассказал, что история, которая была разработана, должна была показать происхождение персонажа. В декабре 2020 года, после повторного показа роли в «версии Снайдера», Манганьелло заявил, что, при участии Зака Снайдера, разрабатываются проекты, связанные с персонажем, отметив, что за прошедшие годы по меньшей мере семь проектов с участием Детстроука были отменены. Манганьелло признался, что был разочарован количеством отменённых проектов, связанных с его персонажем.

### Дебютировавший в «Аквамене»

#### Царь Атлан
Атлан (актёры — Джулиан Льюис Джонс в «Лиге справедливости», Грэм Мактавиш в «Аквамене», Винсент Риган в «Аквамене и потерянном царстве») — царь Атлантиды до её затопления, во время первого вторжения Дарксайда на Землю. Он повёл свою армию к берегам, чтобы помочь в битве с Дарксайдом, и был одним из трёх человек, которым было доверено охранять Материнские кубы. Позже он отправился в изгнание и погиб, когда Атлантида погрузилась в океан во время испытания Трезубца Атлана. С тех пор его скелет удерживал трезубец, который охранял Каратен. Тысячелетия спустя Артур Карри, дальний потомок Атлана, следует по оставленным им следам и добывает трезубец, становясь истинным королём Атлантиды и принимая имя Аквамен.

### Дебютировавшие в «Шазаме!»

#### Юджин Чой
Юджин Чой (актёр — Иэн Чен) — один из новых приёмных братьев Билли, увлекающийся научной литературой и видеоиграми, а также разбирающийся в технике. Благодаря своим компьютерным навыкам он помогает Билли найти его биологическую мать Мэрилин. Росс Батлер изображает Юджина в образе супергероя.

#### Педро Пенья
Педро Пенья (актёр — Джован Арманд) — один из новых приёмных братьев Билли. Он застенчивый и чувствительный человек. Д. Дж. Котрона исполняет роль Педро в его взрослой супергеройской форме со сверхчеловеческой силой.

#### Мистер Майнд
Мистер Майнд (голос — Дэвид Ф. Сандберг) — венерианский червь. После того, как Волшебник поймал его и держал в террариуме, он сбежал, когда Таддеус Сивана напал на Волшебника и освободил емь Смертных грехов. После того, как Билли Бэтсон победил Сивану, червь предложил ему в тюремной камере заключить союз, на что Сивана согласился.

#### Виктор и Роза Васкес
Виктор (актёр — Купер Эндрюс) и Роза Васкес (актриса — Марта Миланс) — приёмные родители Билли и его новых братьев и сестёр. Виктор и Роза, которые сами были сиротами, посвящают свою жизнь созданию хороших условий для жизни своих приёмных детей. Они беспокоятся, когда Билли часто уходит из дома или поздно возвращается.

### Дебютировавшая в «Чудо-женщине 1984»

#### Астерия
Астерия (актриса — Линда Картер) — легендарная воительница-амазонка. Согласно легенде, Астерии подарили доспехи, сделанные из доспехов её сестёр-амазонок, чтобы она была достаточно сильной, чтобы в одиночку противостоять силам человечества, и добровольно осталась, чтобы захватить армии людей, позволив другим амазонкам избежать порабощения и скрыться на Фемискире. Чудо-женщина обнаруживает эту броню и позже надевает её, сражаясь с Гепардой. В конце фильма выясняется, что Астерия всё ещё жива и здорова, живёт среди людей, стараясь не привлекать к себе внимания.

### Дебютировавшие в «Отряде самоубийц: Миссия навылет»

#### Гюнтер Браун / Копьё
Гюнтер Браун (актёр — Флула Борг), также известный как Копьё — бывший спортсмен-олимпиец, который теперь использует своё копьё в качестве оружия и и который завербован в первую команду. Харли Квинн находит его акцент милым. Браун погибает в бою, но перед смертью он доверяет своё копьё Харли.

#### Брайан Дёрлин / Савант
Брайан Дёрлин (актёр — Майкл Рукер), также известный как Савант — седой ветеран войны, заключённый в тюрьму по обвинению в шантаже. Он входит в состав первого Отряда самоубийц, отправленного на Корто-Мальтезе. Он вытаскивает Ласку на берег после того, как тот тонет, но убегает с поля боя из-за ПТСР, что вынуждает Аманду Уоллер казнить его за дезертирство с помощью дистанционно управляемой взрывчатки.

#### Ричард «Дик» Хертц / Блэкгард
Ричард «Дик» Хертц (актёр — Пит Дэвидсон), также известный как Блэкгард — самоуверенный наёмник, которым легко манипулировать и которого вербуют в Отряд самоубийц и отправляют на Корто-Мальтезе. Перед их прибытием он связывается с вооружёнными силами Корто-Мальтезе и предупреждает их о прибытии отряда. Высадившись на берег, Хертц сразу же предаёт свою команду, выдавая их местонахождение в попытке завоевать расположение военных, но в него тут же стреляют и убивают.

#### Монгал
Монгал (актриса — Мэйлин Ын) — массовая убийца-инопланетянка, завербованная в первый отряд. Во время сражения она сбивает вертолёт Корто-Мальтезе, но когда самолёт терпит крушение, Капитан Бумеранг погибает, а Монгал, оказавшись в ловушке среди обломков, сгорает заживо.

#### Кори Питцнер / ЧРЧ
Кори Питцнер (актёр — Нейтан Филлион), также известный как ЧленоРаздельный Чувак или просто ЧРЧ — метачеловек, который может отделять свои руки от тела и управлять ими телекинетически. Его завербовали в первый отряд, члены которого насмехались над его прозвищем, пока он не продемонстрировал свои способности. ЧРЧ был застрелен в бою под шквальным огнём, но режиссёр Джеймс Ганн позже рассказал, что персонаж выжил в битве.

#### Ласка
Ласка (актёр — Шон Ганн) — это в буквальном смысле антропоморфная ласка размером с человека, которую Джеймс Ганн описывает как «чуть более, чем животное». Был заключён в тюрьму за якобы убийство 27 детей, однако в мультсериале «Монстры-коммандос» показано, что детей было всего восемь и ни одного из них он не убивал. Ласка был завербован в первый отряд, но сразу же утонул во время морского вторжения в Корто-Мальтезе, поскольку не умел плавать. В сцене посреди титров «Миссии навылет» показано, что Ласка выжил после того, как его доставили на берег, и он убегает вглубь острова. Ганн также утверждает, что образ персонажа основан на коте Билле из комикса Bloom Coounty, и, согласно Cinema Blend, дизайн Ласки в фильме соответствует его переосмыслению в The New 52 в качестве буквального гибрида человека и животного, а не человека в костюме ласки. Робет Карран из CBR назвал персонажа «странно милым» из-за его «потрёпанного», но мультяшного дизайна, неразговорного характера и беспомощной личности, а также отметил несколько других личностных различий по сравнению с кровожадным аналогом Ласки из комиксов.

### Дебютировавший в «Миротворце»

#### Дзюдомастер
Дзюдомастер (актёр — Нют Ле) — мастер боевых искусств, телохранитель и враг жестокого линчевателя Миротворца. Твёрдо веря в дело бабочек, он бросает вызов Детям 11-й улицы в их стремлении остановить пришельцев.

### Дебютировавшие в «Чёрном Адаме»

#### Хурут
Хурут (актёр — Джейлон Кристиан; в супергеройской форме — Ули Латукефу), также известный как Защитник — сын Тет-Адама в древнем Кандаке и, как и его родители и большинство жителей Кандака, находится в рабстве у тиранического короля страны Ак-Тона. Хурут — добросердечный юноша, который не боится выступать против несправедливости, и когда он вступается за своего товарища-раба, которого затем хладнокровно убивают, его приказывают казнить. Совет магов считает мальчика достойным стать их защитником и спасает его от казни, чтобы наделить своими силами. После нескольких выходок, в ходе которых он продолжает защищать угнетённое население и подрывать режим Ак-Тона благодаря своим способностям, король приказывает убить родителей Хурута. Несмотря на то, что Хурут не смог спасти свою мать Шируту, он смог спасти своего тяжело раненного отца, передав ему свои силы, но через несколько мгновений люди короля убили Хурута, когда он был в уязвимом состоянии.
Население Кандака ошибочно полагает, что Хурут и Тет-Адам — это одно и тот же человек, приписывая действия Хурута как защитника Тет-Адаму, при этом истинные последствия буйства последнего скрыты от общественности. В городе Ширута установлена колоссальная статуя «Защитника», которая, как признаёт Тет-Адам, принадлежит Хуруту, а не ему самому, после того, как её возродили в наши дни.

#### Эл Пратт
Альберт «Эл» Пратт (актёр — Генри Уинклер), ранее известный как Атом Крушитель — герой в отставке и бывший член Общества справедливости, который позже стал наставником своего племянника Альберта Ротштейна.

### Дебютировавшие во «Флэше»

#### Альберт Дезмонд
Альберт Дезмонд (актёр — Руди Манкузо) — сотрудник полицейского управления Централ-Сити, который работает с Барри Алленом и Пэтти Спивот.

#### Пэтти Спивот
Пэтти Спивот (актриса — Сирша-Моника Джексон) — сотрудница полицейского управления Централ-Сити, который работает с Барри Алленом и Альбертом Дезмондом.

### Дебютировавшие в «Синем Жуке»

#### Семья Рейес
Семья Хайме Рейеса играет важную роль в его жизни. Его родителей зовут Альберто и Росио Рейес (актёры — Дамиан Алькасар и Эльпидия Каррильо, соответственно), а младшую сестру — Милагрос (актриса — Белисса Эскобедо). Мать Альберто — Нана (актриса — Адриана Барраса), а его брат — Руди (актёр — Джордж Лопес).
В Палмера-Сити семья Рейес встречает Хайме в аэропорту, потому что он окончил колледж, и из-за финансовых трудностей семья потеряет свой дом. Семья в ужасе наблюдает за тем, как Жук активируется и сливается с Хайме, создавая бронированный костюм. На семью нападают солдаты Виктории Корд, которая ищет Хайме со Скарабеем, чтобы заманить его и взять в плен. После смерти Альберто от сердечного приступа Дженни Корд помогает семье спасти Хайме, уничтожить солдат Виктории и помешать их гнусным планам. Семья возвращается в свой сгоревший дом, где соседи оказывают поддержку, и Дженни, которая теперь является генеральным директором «Kord Industries», обещает возместить весь ущерб, нанесённый семье Рейес, помогая им восстановить их дом.

### Дебютировавшие в «Аквамене и потерянном царстве»

#### Каршон
Каршон (актриса — Индия Мур) — атлантка и член совета Атлантиды.

#### Кордакс
Кордакс (актёр — Пилу Асбек) — король Неркуса и бывший владелец Чёрного трезубца. Он был младший братом королём Атлана и непрямым предком Артура Карри и Орма Мариуса.

## Основные команды и организации

### Лига справедливости
После смерти Кларка Кента / Супермена, Брюс Уэйн / Бэтмен и Диана Принс / Чудо-женщина, вдохновившись его самопожертвованием, решают объединиться и нанять других металюдей для защиты Земли в отсутствие Супермена, особенно в свете инопланетного вторжения с Апоколипса. В разгар конфликта к команде присоединяются Барри Аллен / Флэш, Виктор Стоун / Киборг и Артур Карри / Аквамен, каждого из которых тайно исследовали Лекс Лютор и правительственные агенты, такие как Аманда Уоллер. Сам Супермен присоединяется к команде после своего воскрешения. В режиссёрской версии «Лиги справедливости» министр обороны Кэлвин Суонвик, который, как выяснилось, является Марсианским Охотником, предлагает свою помощь после того, как команда побеждает Степного Волка.
В кинотеатральной версии «Лиги справедливости» команда официально не упоминается по имени, хотя в режиссёрском версии показана их разрушенная штаб-квартира, которая показана в Реальности Кошмара с эмблемой «Лига справедливости». События «Лиги справедливости» также упоминаются в «Шазаме!», где Билли Бэтсон и Фредди Фримен просматривают газетные статьи, освещающие подвиги команды.
Команда возвращается в финале первого сезона «Миротворца», когда Супермен, Чудо-женщина, Аквамен и Флэш прибывают в надежде помочь остановить угрозу со стороны Бабочек, но главный герой сообщает, что угроза была устранена, и делает им выговор за опоздание. Где всё это время находились Бэтмен и Киборг, не сообщается.

### АРГУС

#### Отряд Икс / Отряд самоубийц
«Отряд Икс» — секретная операция правительства США, начатая агентом разведки Амандой Уоллер. В её состав входят заключённые металюди и исключительно опытные заключённые, которых отправляют на смертельно опасные задания, из-за чего группа получила прозвище «Отряд самоубийц».
Дети 11-й улицы
Команда Миротворца.

### Лаборатория S.T.A.R.
Научно-технические лаборатории передовых исследований, известные просто как Лаборатория S.T.A.R. — научно-исследовательская организация, которая появляется в «Бэтмене против Супермена» и обеих версиях «Лиги справедливости» и упоминается в «Отряде самоубийц».

### Амазонки
Амазонки — раса бессмертных женщин-воительниц, созданная Зевсом для защиты человечества. Они присутствуют во время первого вторжения Апоколипса на Землю, защищая мир вместе с атлантами, людьми, Старыми Богами и Зелёным Фонарём. Когда Арес устраивает войну против других богов, он развращает человечество, заставляя людей нападать на амазонок и порабощать их, что приводит к тому, что Зевс своим предсмертным вздохом создаёт скрытый остров Фемискира, где они могут спрятаться. С тех пор они готовились к битве с Аресом на острове, и их никто не беспокоил, пока Стив Тревор случайно не нашёл Фемискиру во время Первой мировой войны, что побудило Диану, дочь королевы Ипполиты и Зевса, войти в мир людей и защитить его в качестве Чудо-женщины.
Как показано в фильмах, амазонки проявляют и другие таланты, помимо своей воинской доблести, такие как способность быстро учиться, адаптироваться и понимать все человеческие языки, включая вымершие. Они также выглядят разнообразно, напоминая разные человеческие расы и этнические группы. Несколько дублёров-каскадёров и спортсменок были приглашены на роли амазонок в фильмах.

### Атланты
Атланты — раса гуманоидных подводных обитателей из Атлантиды, которая когда-то была островным государством. Как объясняется в «Аквамене», Атлантида опустилась на дно океана из-за чрезмерных научных экспериментов, но её обитатели смогли приспособиться к дыханию под водой.

### Криптонцы
Криптонцы — жители планеты Криптон. К моменту событий «Человека из стали», они в значительной степени являются генетически модифицированной расой, где люди, рождённые механическим путём, получают заранее определённые роли в обществе. В свои ранние дни, примерно за 100 000 лет до настоящего времени, криптонцы исследовали и заселяли другие планеты, прежде чем контроль над рождаемостью и новые законы, ограничивающие их, вынудили их покинуть свои космические колонии. Джор-Эл, главный криптонский учёный, и Зод, главный военный генерал, оба осознают ошибки криптонского общества, несмотря на разные идеологии, и большинство криптонцев погибают, когда Криптон взрывается из-за чрезмерной добычи полезных ископаемых в его ядре.

#### Меч Рао
Меч Рао — группа воинов, лояльных генералу Зоду.

### Старые Боги
К Старым Богам относились традиционные олимпийские боги, такие как Зевс, Арес и Артемида. К моменту событий «Чудо-женщины» в 1918 году, Арес был последним из первых олимпийских богов, оставшихся в живых, ещё долгое время после того, как он начал войну со своими собратьями-богами, в результате чего они погибли, а Зевс пожертвовал собой, чтобы ослабить Ареса. Выясняется, что Диана, которую считали просто амазонкой, на самом деле является дочерью Зевса и Ипполиты, что позволяет ей убить Ареса раз и навсегда благодаря её родословной.

### Новые Боги

#### Элита Дарксайда
Это Новые Боги с планеты Апоколипс, верные Дарксайду. Среди них Степной Волк, ДеСаад и Бабуля Добро, а парадемоны служат им в качестве войск.

### Корпус Зелёных Фонарей
В обеих версиях «Лиги справедливости» в коротких эпизодах фигурируют члены Корпуса Зелёных Фонарей, при этом Ялан Гур сражается бок о бок с воинами Земли при отражении первого вторжения с Апоколипса, хотя и погибает в битве, а Киловог был убит в видении Киборга в «версии Снайдера». Первоначально предполагалось, что Киловог и Джон Стюарт посетят Брюса Уэйна в конце режиссёрской версии, но студия запретила Заку Снайдеру использовать обоих персонажей из-за того, что у них были «собственные планы» на них.

### Семья Шазамов
Эта группа, состоящая из Билли Бэтсона и его приёмных братьев и сестёр, образовалась после того, как Билли поделился с ними своими сверхспособностями, позволившими им победить доктора Сивану. Впоследствии они находят новое место встречи в Скале Вечности, становясь ближе как приёмные братья и сёстры в борьбе с преступностью. В «Шазаме!» эта команда официально не упоминается по имени, но получила прозвище «Семья Шазамов» из-за событий в фильме «Шазам! Ярость богов».

### Хищные птицы
После того, как Харли Квинн помогает им победить Романа Сайониса, Охотница, Чёрная Канарейка и бывшая сотрудница полицейского управления Готэм-Сити Рене Монтойя, которая присоединилась к ним после того, как разочаровалась в полиции, создают женскую группу линчевателей под названием Хищные птицы.

### Террористы в чёрном
Террористы в чёрном — террористическая группировка, которая фигурирует в обеих версиях «Лиги справедливости». Они пытаются разрушить Олд-Бейли в Лондоне с помощью взрыва террориста-смертника с целью вызвать массовую панику и вернуть Европу «в тёмные века», но Чудо-женщина срывает их план. В режиссёрской версии показано, как она жестоко расправляется с террористами, прежде чем избавиться от их бомбы и, предположительно, уничтожить их лидера (актёр — Майкл Макэлхаттон), когда он отказывается сдаваться и стреляет в школьниц, взятых в заложницы.

### Интербанда
Интербанда — преступный синдикат.
Её фракция из Кандака впервые была замечена в «Чёрном Адаме», где её возглавляет Измаил Грегор. В какой-то момент Интербанда взяла под свой контроль страну и занялась поисками короны Саббака. Когда Тет-Адам был пробуждён, он стал препятствием для Интербанды. Большинство её членов были либо убиты Тет-Адамом, либо задержаны Обществом справедливости Америки за кадром.